# Rilievo (scultura)

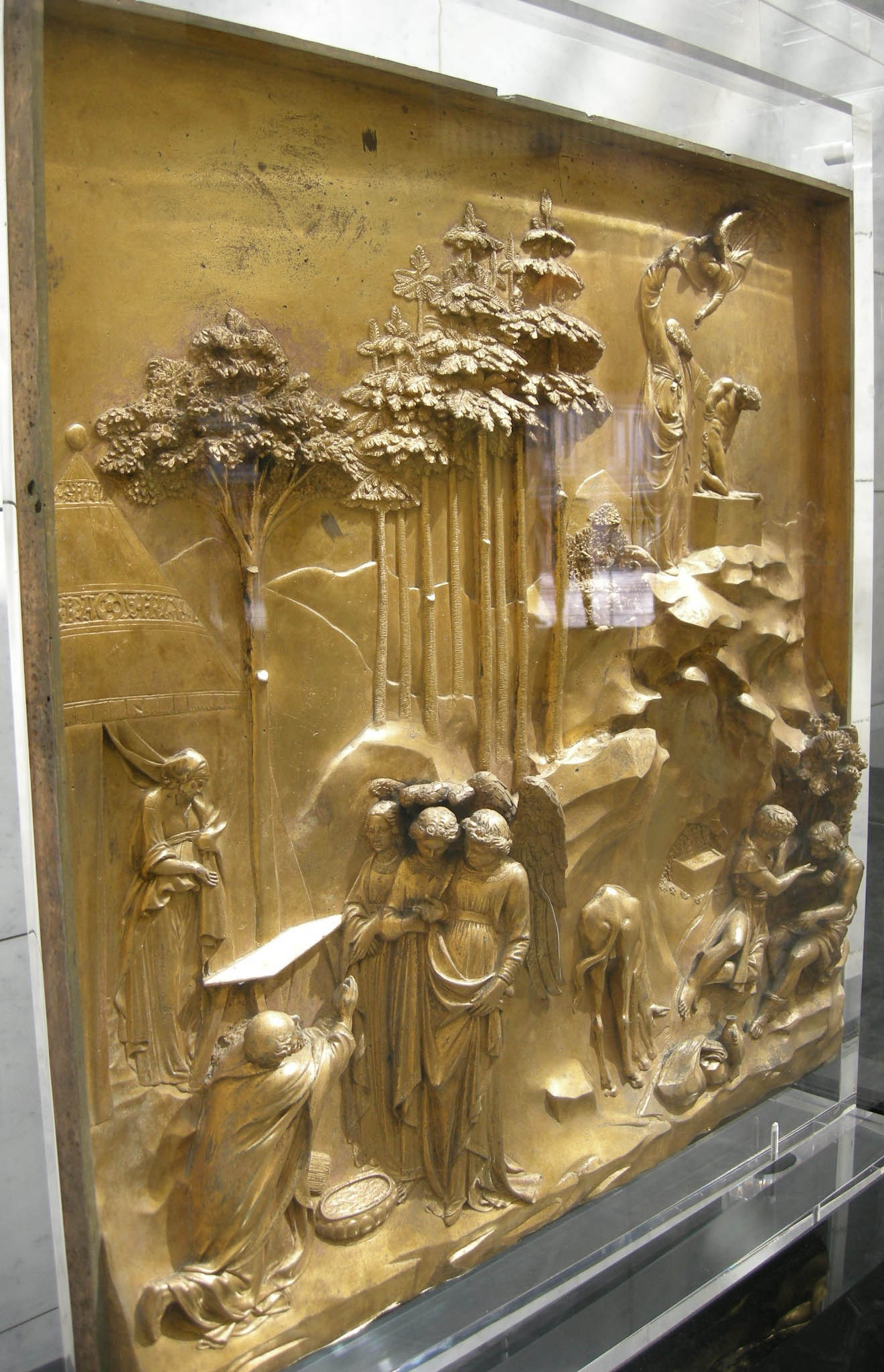
Veduta laterale del bronzo dorato fuso dei "Cancelli del Paradiso" di Lorenzo Ghiberti nel Battistero di San Giovanni a Firenze (Italia), che combina le figure principali in altorilievo con sfondi per la maggior parte in bassorilievo.

Il rilievo o toreuma è un metodo della scultura dove gli elementi scolpiti rimangono attaccati a un fondo solido dello stesso materiale. Il termine rilievo viene da rilevare, a sua volta derivato dal latino relevare, "sollevare". Creare una scultura in rilievo vuol dire infatti dare l'impressione che il materiale scolpito sia stato sollevato sopra il piano di sfondo. Ciò che si esegue effettivamente quando un rilievo è intagliato da una superficie piatta di pietra (scultura in rilievo) o di legno (intaglio in rilievo) è un abbassamento del campo, lasciando le parti non scolpite apparentemente sollevate. La tecnica implica una notevole asportazione mediante cesellatura dello sfondo, che è un esercizio che richiede molto tempo. D'altro canto, un rilievo evita di dover formare la parte posteriore di un soggetto, ed è meno fragile e fissato più saldamente di una scultura a tutto tondo, specialmente quella di una figura in piedi nella quale le caviglie sono un potenziale punto debole, soprattutto per la pietra. In altri materiali come il metallo, l'argilla, lo stucco di gesso, la ceramica o la cartapesta, la forma può essere semplicemente aggiunta o sollevata dallo sfondo, mentre i rilievi monumentali in bronzo sono fatti mediante fusione.
Ci sono diversi gradi di rilievo secondo il grado di aggetto della forma scolpita dal campo, per il quale in italiano e in francese si usano termini specifici, a volte ripresi anche in altre lingue (ad es. l'inglese).  La gamma completa include altorilievo (haut-relief), in cui si mostra più del 50% della profondità e possono esserci aree sottoscavate, mezzorilievo (mi-relief), bassorilievo (bas-relief) e rilievo schiacciato, dove il piano è solo leggermente più basso degli elementi scolpiti. C'è anche il rilievo affondato, che era limitato principalmente all'Antico Egitto (vedi sotto). Tuttavia, la distinzione tra altorilievo e bassorilievo è la più chiara e la più importante, e questi due sono generalmente i soli termini usati per discutere la maggior parte delle opere.
La definizione di questi termini è alquanto variabile, e molte opere combinano aree con più di una tecnica, a volte scivolando fra di esse in un'unica figura; di conseguenza alcuni autori preferiscono evitare tutte le distinzioni. L'opposto della scultura in rilievo è il controrilievo, l'intaglio o il rilievo cavo, in cui la forma è scavata nel campo o fondo sollevata da esso; questo è molto raro nella scultura monumentale. In italiano, i termini presentano quasi sempre una grafia "univerbata", ossia accorpata in un'unica parola (ad esempio "altorilievo" anziché, erroneamente, "alto rilievo"), ma in alcuni casi sono ammesse anche le forme distinte (ad esempio "mezzorilievo" o, meno comunemente, "mezzo rilievo"). Le opere con questa tecnica sono descritte come "in rilievo" e, specialmente nella scultura monumentale, l'opera stessa è "un rilievo".

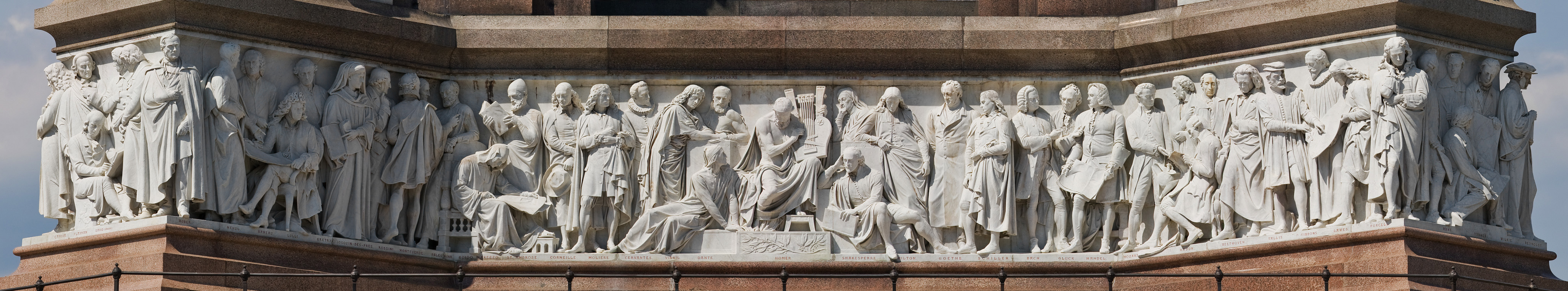
Una facciata dell'altorilievo del Fregio del Parnaso intorno alla base dell'Albert Memorial a Londra. La maggior parte delle teste e molti piedi sono completamente sottoscavati, ma i torsi sono "impegnati" con la superficie dietro.

I rilievi sono comuni in tutto il mondo sui muri degli edifici e in una varietà di ambienti più piccoli, e una sequenza di parecchi pannelli o sezioni del rilievo può rappresentare una narrazione estesa. Il rilievo è più adatto per raffigurare soggetti con molte figure e pose molto attive, come le battaglie, della "scultura a tutto tondo" a sé stante. Molti antichi rilievi architettonici originariamente erano dipinti, il che aiutava a definite le forme in bassorilievo. Per convenienza in questa voce si assume che il soggetto dei rilievi siano solitamente figure, ma la scultura in rilievo spesso raffigura modelli decorativi geometrici o a fogliame, come negli arabeschi dell'arte islamica, e può avere qualunque soggetto.

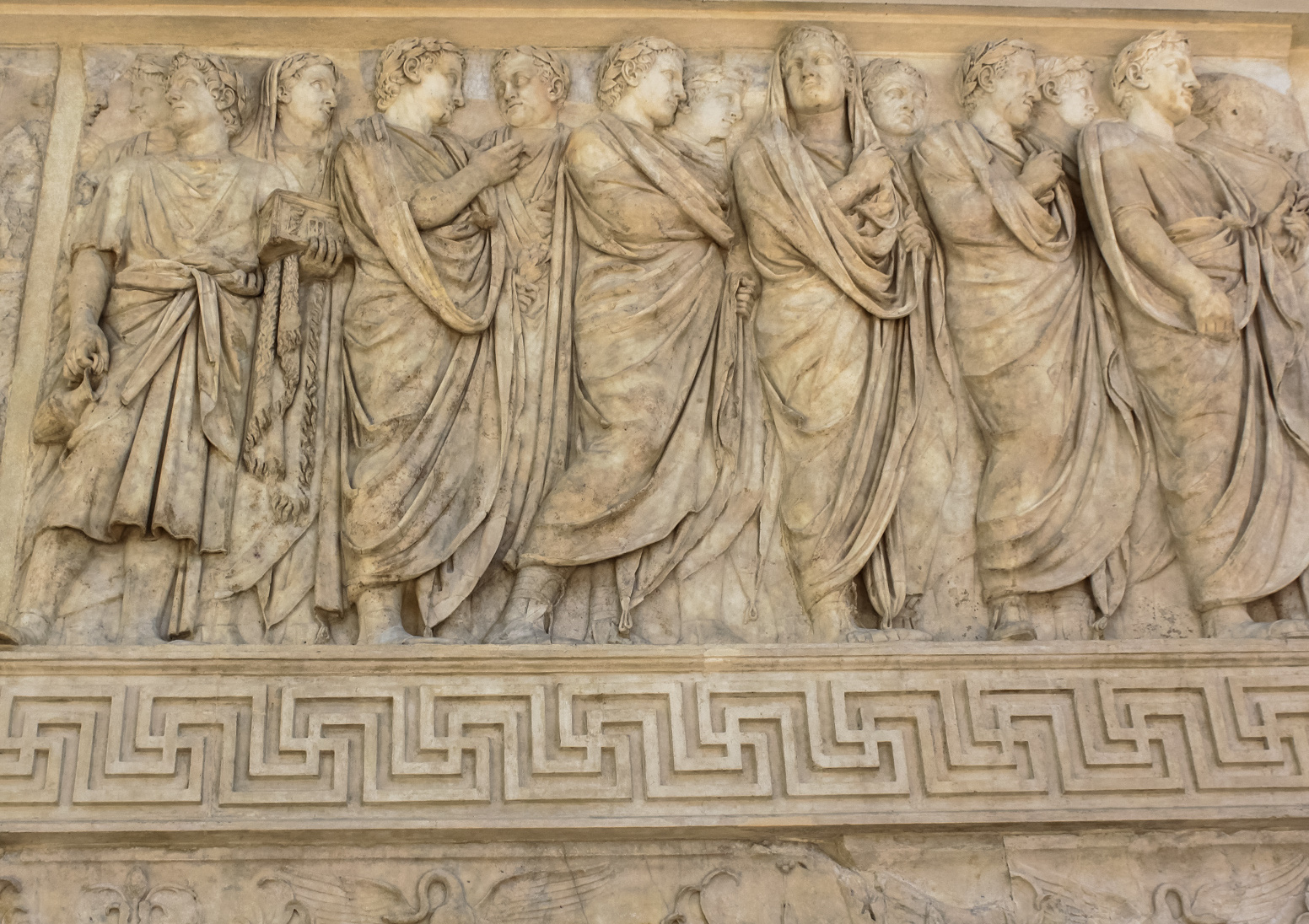
Una mescolanza comune di alto e bassorilievo, nell'Ara Pacis romana, posta in modo da essere vista dal basso. Bassorilievo ornamentale in fondo.

I rilievi nella roccia (o rilievi rupestri) sono quelli scolpiti nella solida roccia all'aperto (se all'interno di grotte, sia naturali che fatte dall'uomo, è più probabile che siano detti "scavati nella roccia"). Questo tipo si trova in molte culture, in particolare quelle del Vicino Oriente antico e dei paesi buddhisti. Una stele è un'unica pietra eretta; molte di queste presentano rilievi.

## Tipi
La distinzione tra alto e bassorilievo è alquanto soggettiva, e le due tecniche vengono molto spesso combinate in una stessa opera. In particolare, la maggior parte degli "altorilievi" posteriori contengono sezioni in bassorilievo, di solito sul fondo. Dal Fregio del Partenone in poi, molte figure singole della grande scultura monumentale hanno teste in altorilievo, ma la parte inferiore delle loro gambe è in bassorilievo. Le figure leggermente aggettanti create in questo modo funzionano bene nei rilievi che si vedono dal basso, e riflettono il fatto che le teste delle figure hanno di solito maggiore interesse sia per l'artista che per lo spettatore delle gambe o dei piedi. Come mostrano gli esempi incompleti di vari periodi, i rilievi, sia alti che bassi, erano normalmente "scontornati" segnando il profilo della figura e riducendo le aree di fondo al nuovo livello, lavoro senza dubbio svolto da apprendisti (vedi galleria).

### Bassorilievo

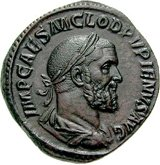
Bassoriievo su sesterzio romano, 238 d.C.

Un bassorilievo è un'immagine sporgente con una bassa profondità complessiva, usata ad esempio sulle monete, sulle quali tutte le immagini sono in bassorilievo. Nei rilievi più bassi la profondità relativa degli elementi è completamente distorta, e se vista di lato l'immagine non ha senso, ma dal davanti le piccole variazioni di profondità la registrano come un'immagine tridimensionale. Altre versioni distorcono molto meno la profondità. È una tecnica che richiede meno lavoro, ed è perciò più economica da produrre, in quanto una parte minore del fondo deve essere rimossa con l'intaglio, o serve un minore modellamento. Nell'arte egizia, nei rilievi dei palazzi assiri e in altre antiche culture del Vicino Oriente e dell'Asia, come pure della Mesoamerica, si usava comunemente per l'intera composizione un rilievo continuo e molto basso.  Queste immagini venivano solitamente dipinte dopo l'intaglio, il che aiutava a definire le forme; oggi la pittura si è cancellata nella grande maggioranza degli esempi sopravvissuti, ma rimangono minuti, invisibili resti di pittura che possono di solito essere scoperti attraverso mezzi chimici.

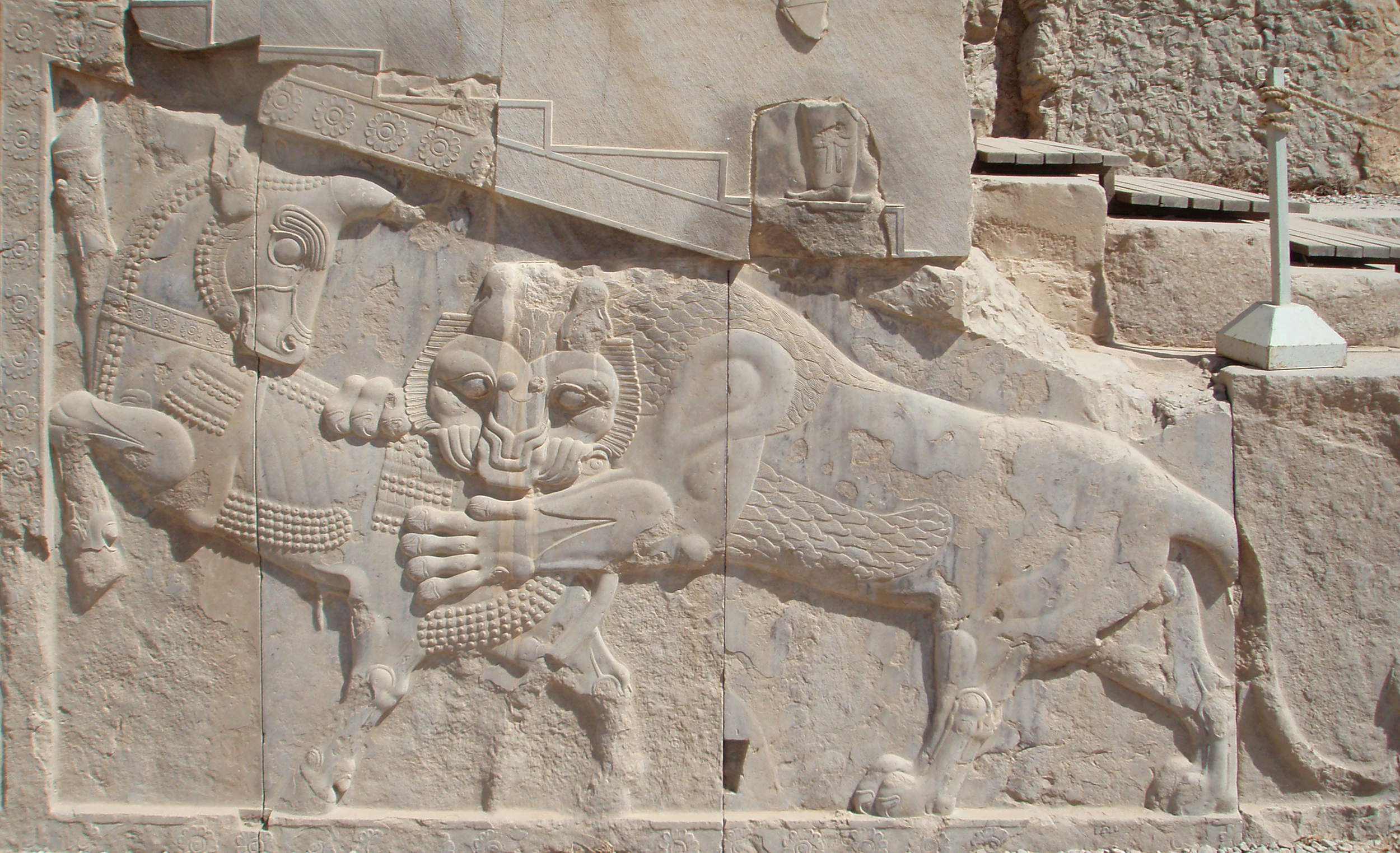
Bassorilievo persiano a Persepoli – un simbolo dello zoroastriano Nowruz – all'equinozio di primavera il potere del toro (che personifica la Terra) e del leone (che personifica il Sole) sono uguali.

La Porta di Ishtar di Babilonia, ora a Berlino, ha bassorilievi di grandi animali formati da mattoni modellati, con colore vetrificato. L'intonaco, che rendeva la tecnica di gran lunga più semplice, era ampiamente usato in Egitto e nel Vicino Oriente dall'antichità fino ai tempi islamici (recentemente per la decorazione architettonica), come all'Alhambra), a Roma e in Europa almeno dal Rinascimento, nonché probabilmente altrove. Tuttavia, l'intonaco ha bisogno di ottime condizioni per sopravvivere a lungo in edifici privi di manutenzione – l'intonacatura decorativa romana è nota principalmente da Pompei e da altri siti sepolti dalla cenere del Vesuvio. Il bassorilievo era relativamente raro nell'arte medievale occidentale, ma si può trovare, per esempio, nelle figure di legno o nelle scene sulla parte interna delle ante pieghevoli delle pale d'altare formate da più pannelli (polittici).
La riscoperta del bassorilievo, che era visto come uno stile classico, comincia all'inizio del Rinascimento; il Tempio Malatestiano a Rimini, un pionieristico edificio classicista, progettato da Leon Battista Alberti intorno al 1450, usa i bassorilievi di Agostino di Duccio dentro e sui muri esterni. A partire dal Rinascimento l'intonaco è stato usato molto ampiamente per lavori ornamentali interni come cornici e soffitti, ma nel XVI secolo fu usato per grandi figure (molte delle quali usavano anche l'altorilievo) nel Castello di Fontainebleau, che furono imitate più rozzamente altrove, ad esempio nell'elisabettiana Hardwick Hall.
Il rilievo schiacciato (o stiacciato) è un rilievo molto poco profondo, che in alcuni punti si fonde con l'incisione e può a malapena essere letto nelle fotografie. Si usa spesso per le aree di fondo di composizioni con gli elementi principali in bassorilievo, ma il suo su un pezzo intero (di solito piuttosto piccolo) fu perfezionato dallo scultore rinascimentale italiano Donatello.
Nell'arte occidentale successiva, fino a una riscoperta del XX secolo, il bassorilievo fu usato per la maggior parte per opere più piccole o combinato con il rilievo più alto per trasmettere un senso di distanza, o per dare profondità alla composizione, specialmente per scene con molte figure e un paesaggio o uno sfondo architettonico, nello stesso modo in cui i colori più chiari si usano per lo stesso scopo nella pittura. Così le figure in primo piano sono scolpite in altorilievo, quelle sul fondo in bassorilievo. Il bassorilievo può usare qualunque mezzo o tecnica di scultura, la scultura su pietra e la fusione in metallo essendo le più comuni. Le grandi composizioni architettoniche tutte in basorilievo videro una rinascita nel XX secolo, essendo popolari sugli edifici dell'Art déco e dei relativi stili, che prendevano a prestito dagli antichi bassorilievi ora disponibili nei musei. Alcuni scultori, incluso Eric Gill, hanno adottato la profondità "schiacciata" del bassorilievo in opere che sono effettivamente a sé stanti.

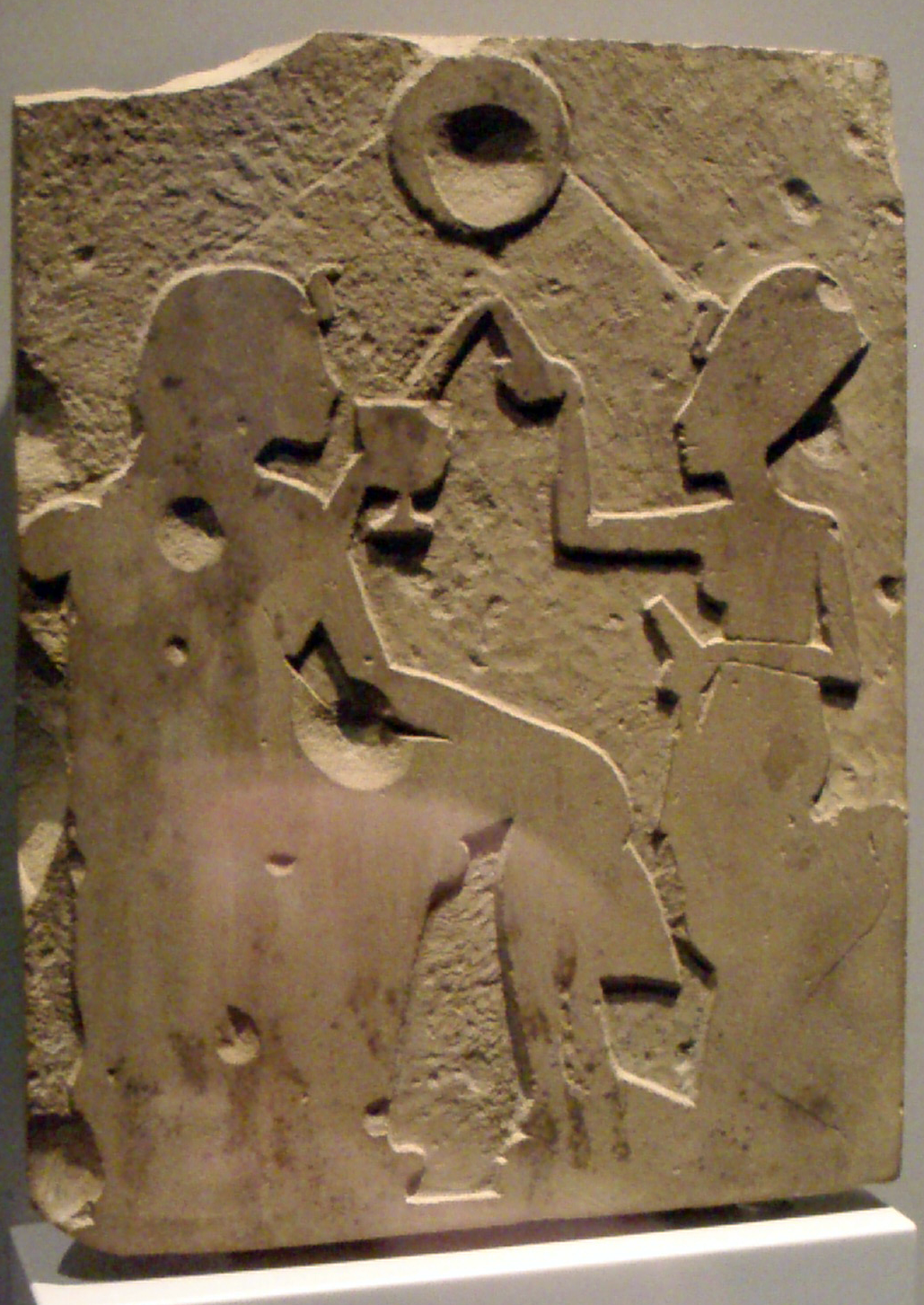
Bassorilievo incompiuto "scontornato" di Akhenaton e Nefertiti; gli altorilievi incompiuti greci e persiani mostrano lo stesso metodo per cominciare un'opera.
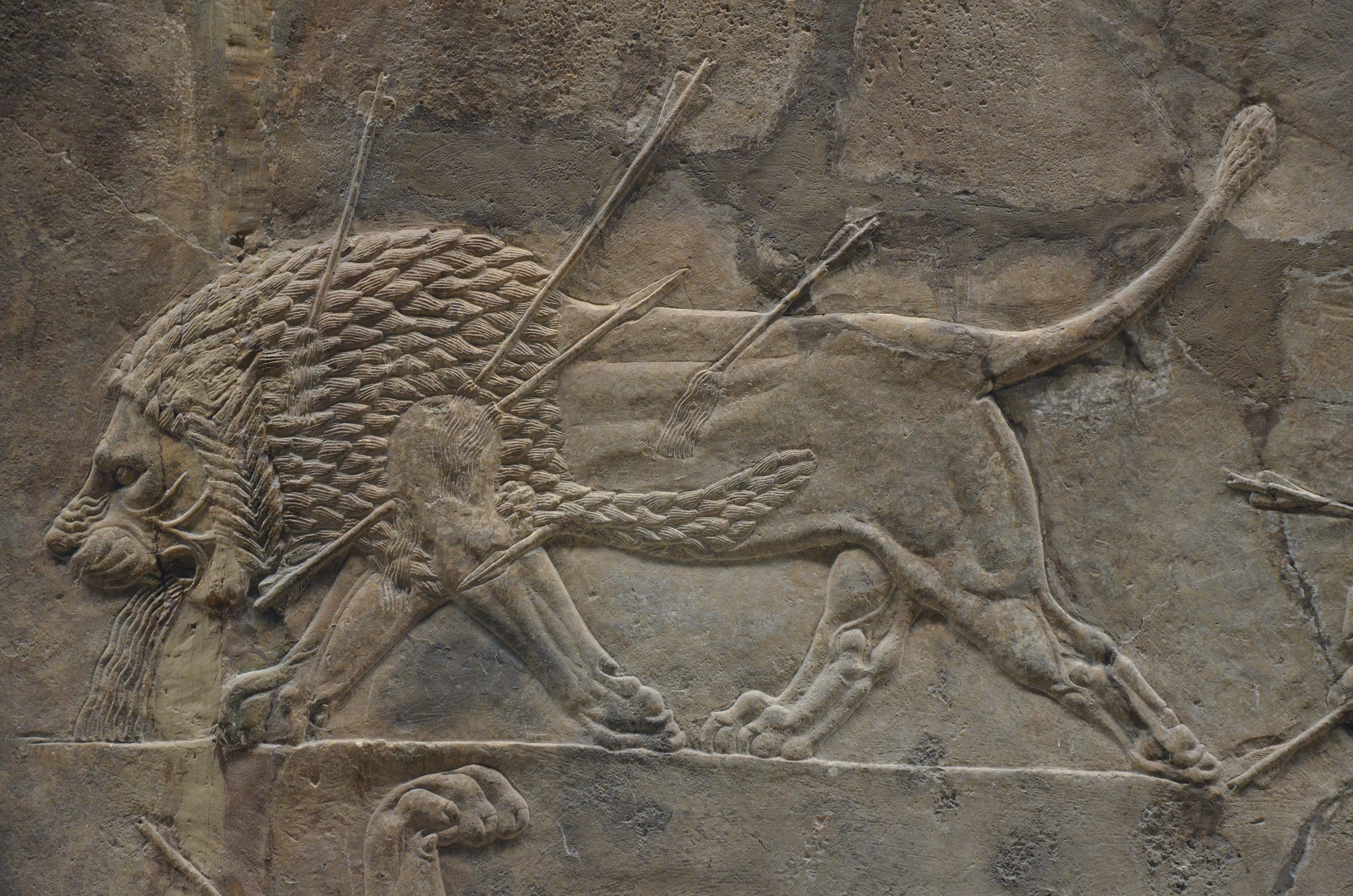
Bassorilievo assiro, Caccia al leone di Assurbanipal, Palazzo del nord, Ninive.
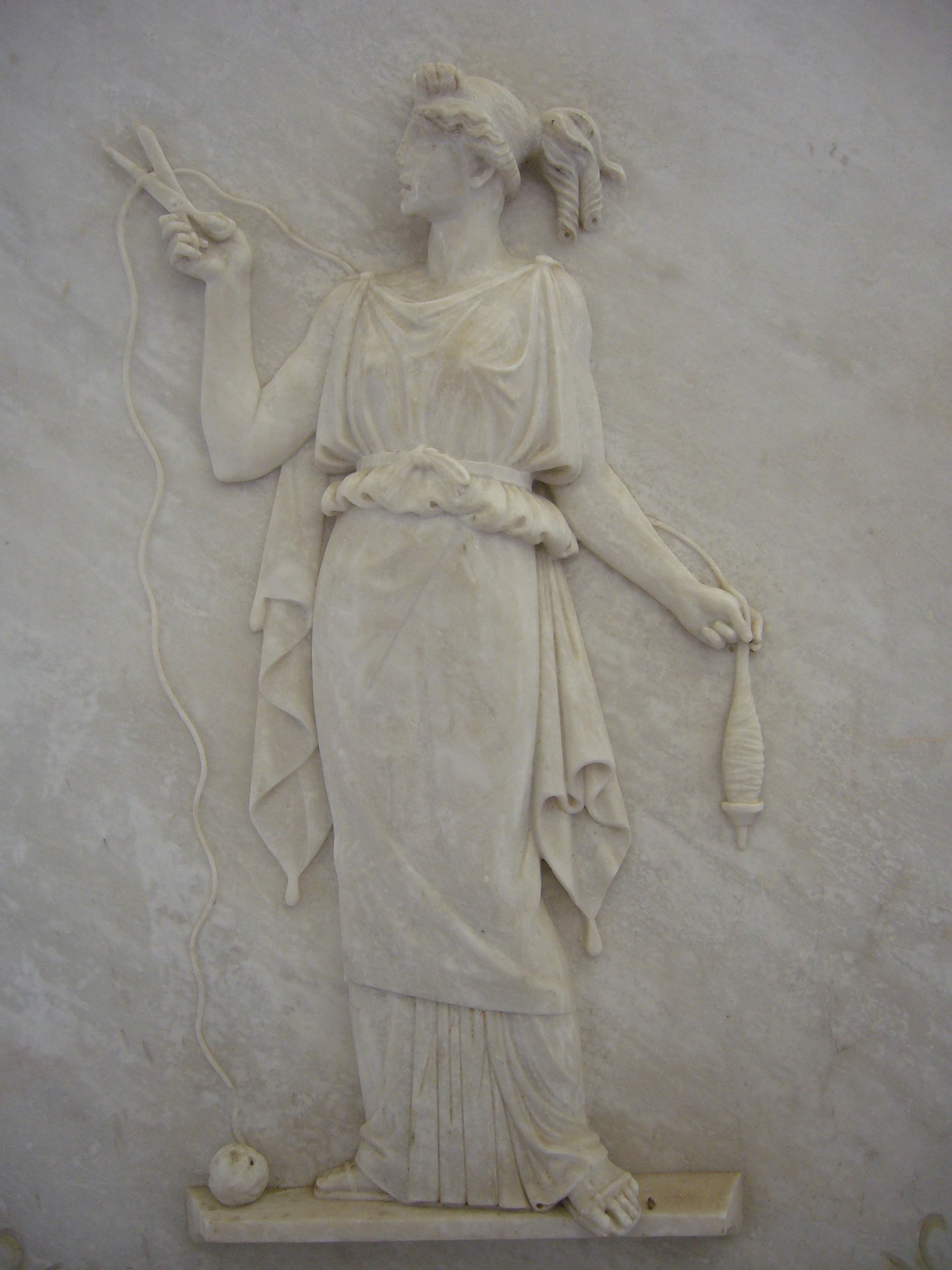
Atropo che taglia il filo della vita. Antico bassorilievo greco.
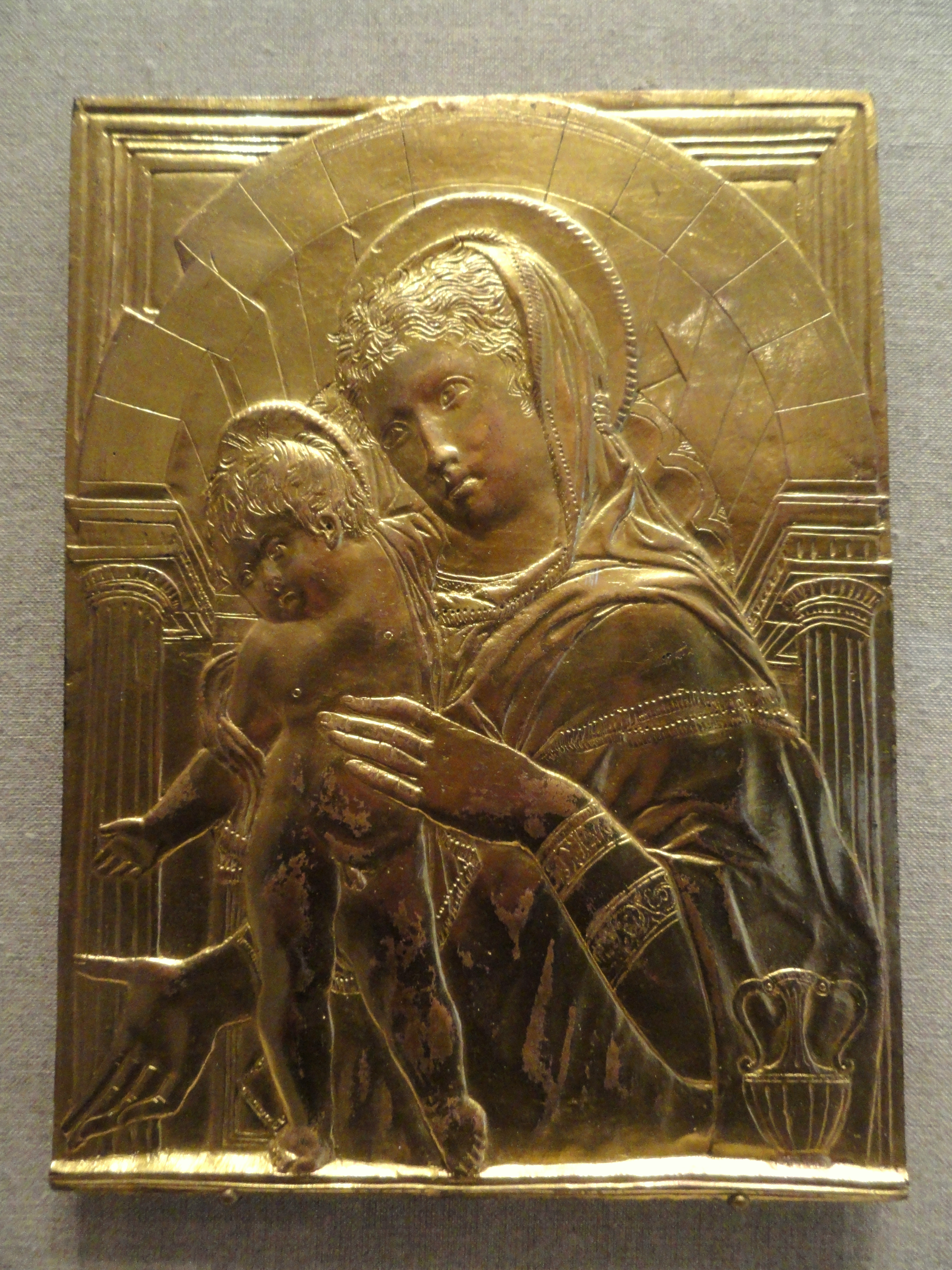
Donatello, Madonna col Bambino in rilievo stiacciato.
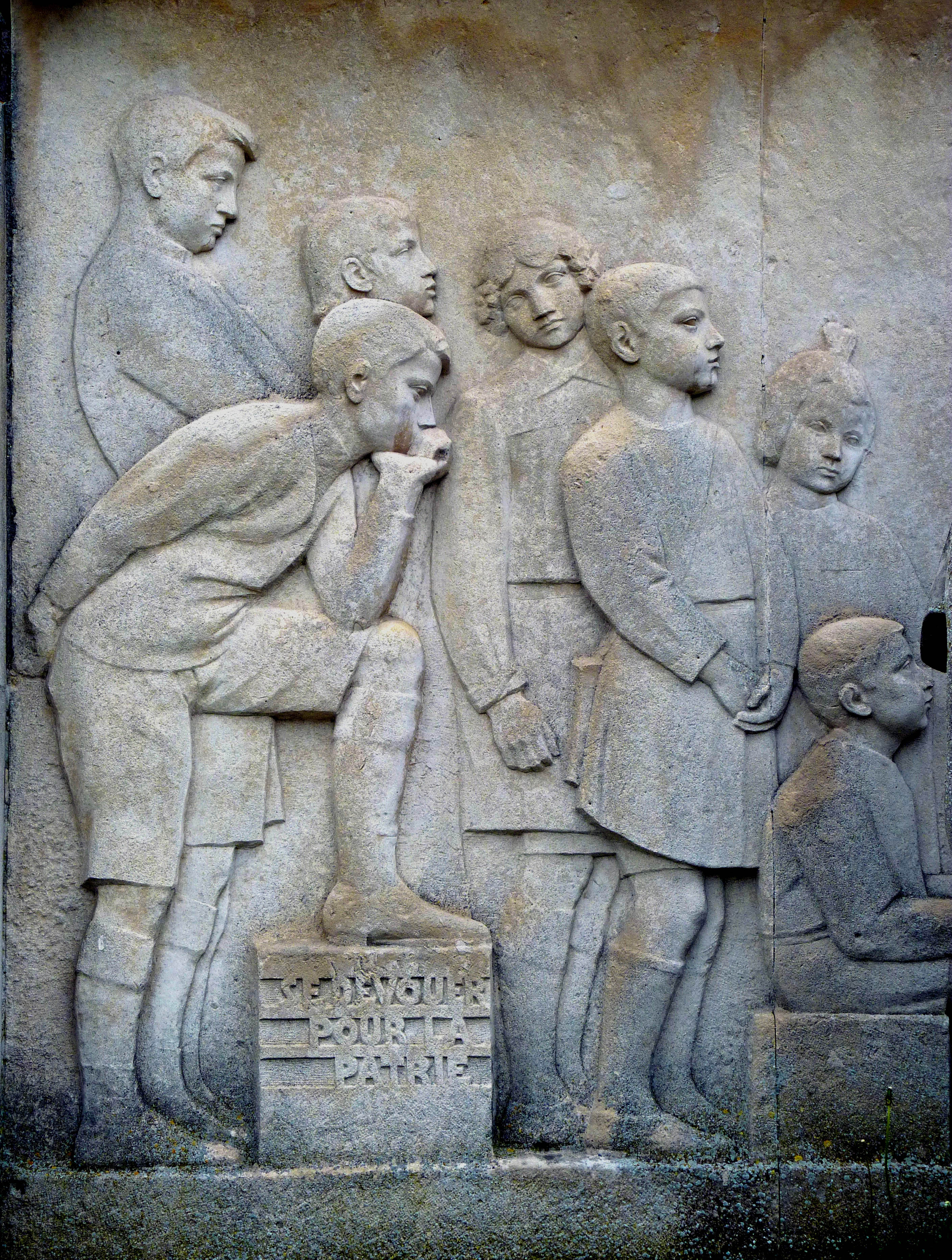
Bassorilievo francese del XX secolo.

### Mezzorilievo

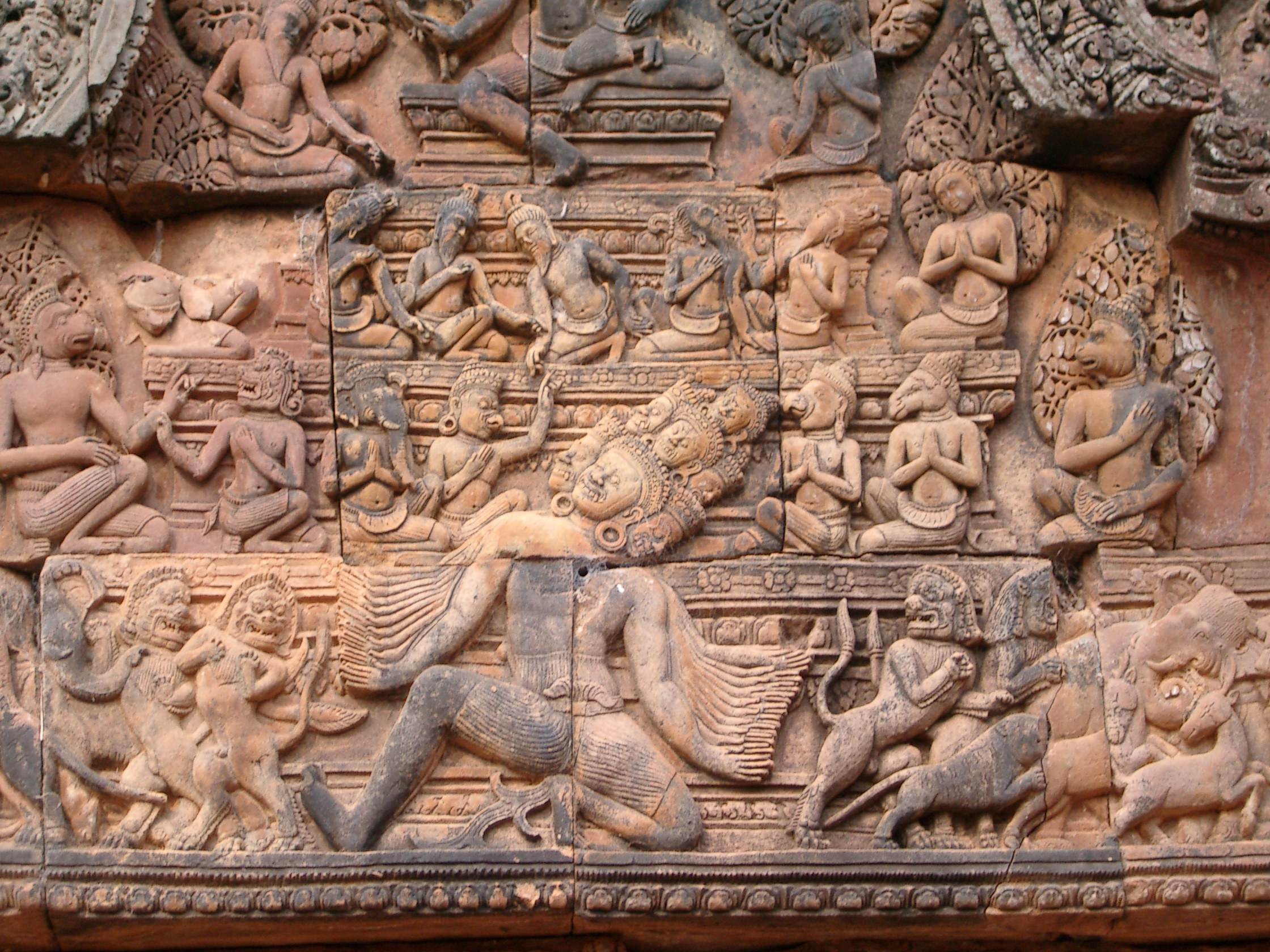
Bassorilievo, Banteay Srei, Cambogia; Rāvaṇa scuote il Monte Kailash, la dimora di Siva.

Il mezzorilievo è definito in modo alquanto impreciso, e in altre lingue come l'inglese il termine non si usa spesso, essendo invece le opere descritte solitamente come bassorilievo. La definizione tradizionale tipica è che il soggetto sporge solo fino alla metà, e nessun elemento è sottoscavato o completamente svincolato dal campo di fondo. La profondità degli elementi mostrati normalmente è alquanto distorta.
Il mezzorilievo è probabilmente il tipo più comune di rilievo che si trova nell'arte indù e buddhista dell'India e del Sud-est asiatico. I rilievi da basso a medio delle Grotte di Ajanta dal II secolo a.C. al VI secolo d.C. e delle Grotte di Ellora dal V al X secolo in India sono sculture nella roccia. La maggior parte di questi rilievi sono usati per narrare le sacre scritture, come i 1.460 pannelli del tempio di Borobudur del IX secolo a Giava Centrale (Indonesia), che narrano i Jātaka o vite anteriori del Buddha. Altri esempi sono i bassorilievi nel tempio di Prambanan, sempre a Giava, che narrano l'epica induista del Rāmāyaṇa, nei templi di Angkor, in Cambogia, con scene che includono il Samudra manthana o "Zangolatura dell'oceano di latte" presso l'Angkor Wat del XII secolo, e i rilievi delle apsaras. Nel tempio di Bayon ad Angkor Thom ci sono scene di vita quotidiana dell'Impero Khmer.

### Altorilievo

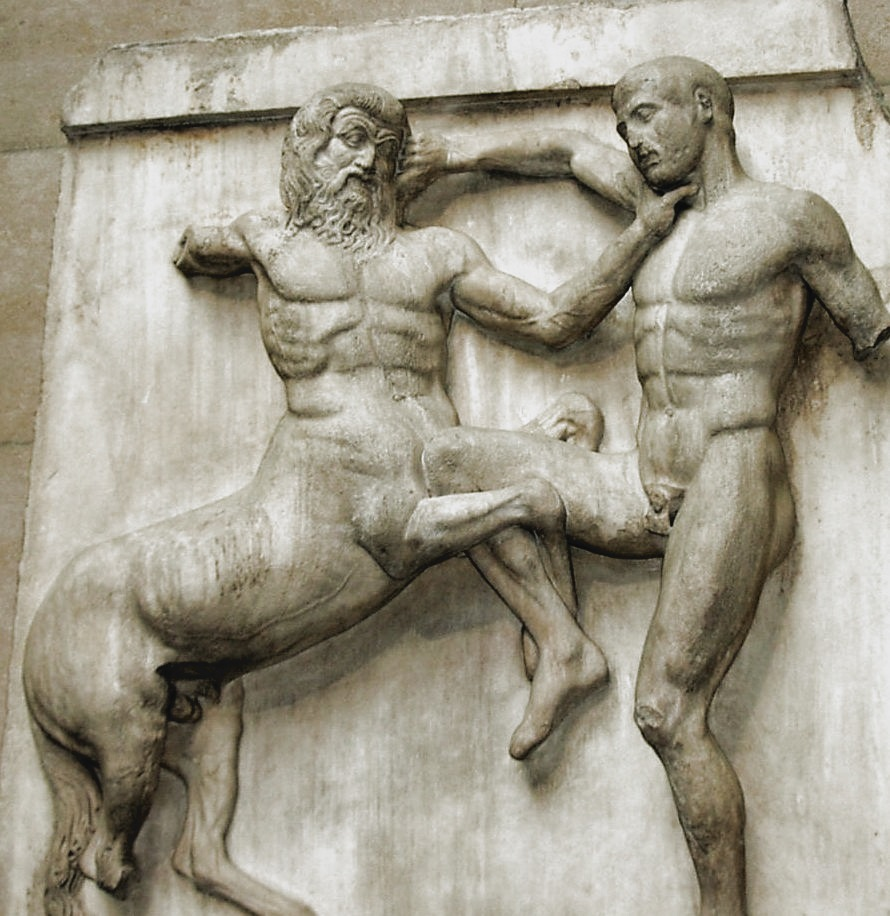
Metopa in altorilievo dai Marmi greco-classici di Elgin. Alcune membra anteriori sono in realtà completamente staccate dal fondo, mentre la zampa posteriore sinistra del centauro è in bassorilievo.

L'altorilievo è dove, in generale, più di metà della massa della figura scolpita sporge dal fondo: in effetti gli elementi più importanti della composizione, specialmente le teste e le membra, sono spesso completamente sottoscavati, staccandoli dal campo. Le parti del soggetto che sono visibili sono raffigurate normalmente in tutta la loro profondità, diversamente dal bassorilievo dove gli elementi visibili sono "schiacciati" in modo più piatto. L'altorilievo così usa essenzialmente lo stesso stile e le stesse tecniche della scultura a sé stante, e nel caso di una figura singola offre in gran parte la stessa veduta che avrebbe una persona che si trovasse in piedi direttamente di fronte a una statua a sé stante. Tutte le culture e tutti i periodi in cui furono create grandi sculture usarono questa tecnica nella scultura e nell'architettura monumentale.
La maggior parte delle grandiose figure in rilievo dell'antica scultura greca usava una versione molto "alta" dell'altorilievo, con elementi spesso completamente liberi dal fondo, e parti di figure che si incrociavano l'una sull'altra per indicare la profondità. Le metope del Partenone hanno perso in gran parte i loro elementi a tutto tondo, tranne le teste, mostrando i vantaggi del rilievo in termini di durabilità. L'altorilievo è rimasto la forma dominante per i rilievi con figure nella scultura occidentale, essendo comune anche nella scultura dei templi indiani. Le sculture greche più piccole come le tombe private, e le aree decorative di dimensioni minori come i fregi sui grandi edifici, usavano più spesso il bassorilievo. 

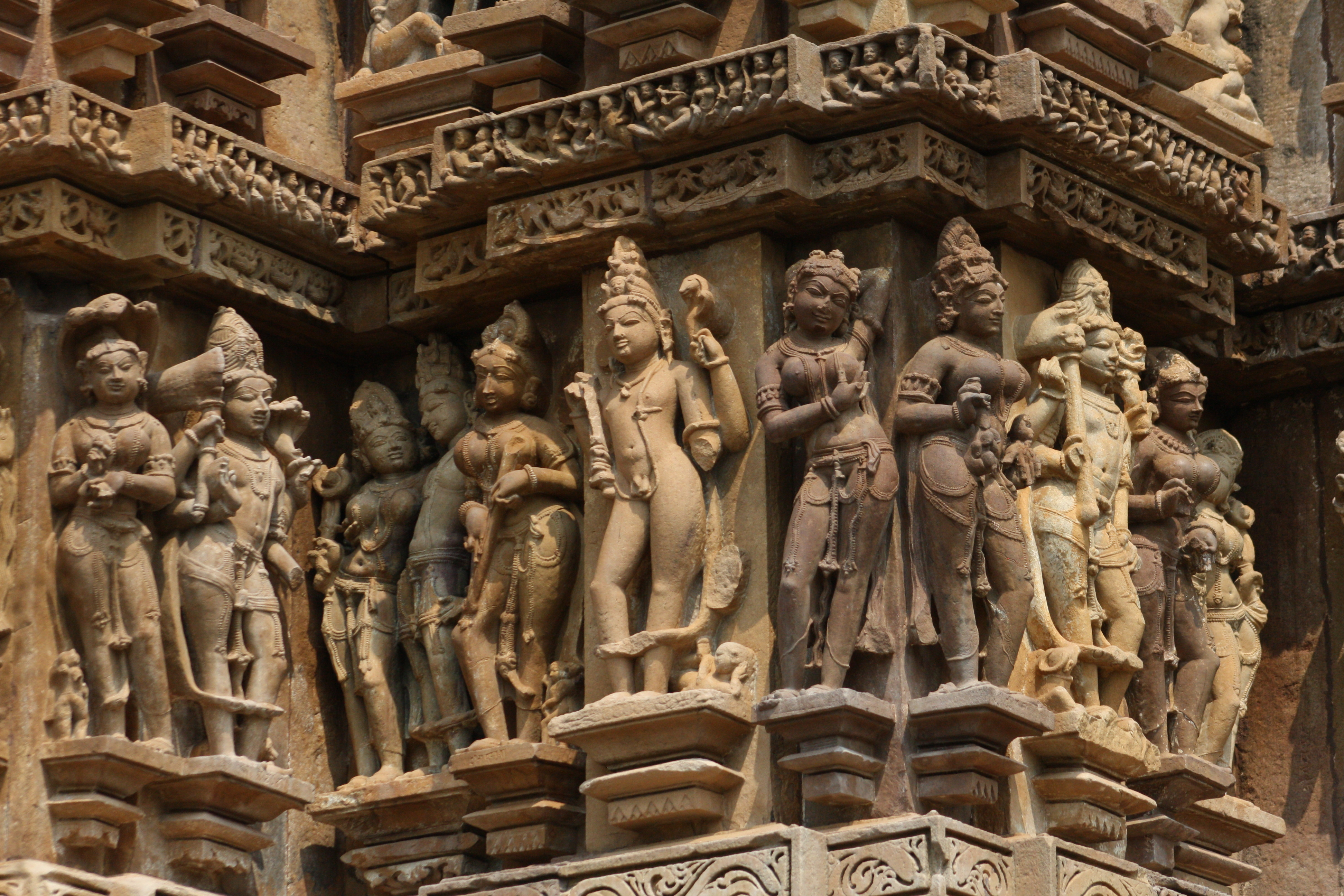
Divinità in altorilievo a Khajuraho (India).

I rilievi sui sarcofagi ellenistici e romani erano intagliati con un trapano piuttosto che con degli scalpelli, permettendo e incoraggiando composizioni estremamente affollate di figure, come nel Sarcofago Grande Ludovisi (250–260 d.C.). Queste si vedono anche nelle enormi strisce di rilievi che si attorcigliano intorno alle colonne trionfali romane. I sarcofagi in particolare esercitarono un'enorme influenza sulla scultura occidentale posteriore. Il Medioevo europeo tese ad utilizzare l'altorilievo in pietra per tutti gli scopi, benché come l'antica scultura romana i suoi rilievi non fossero tipicamente così alti come nell'antica Grecia. Il rilievo molto alto riemerse nel Rinascimento, e fu usato specialmente nell'arte funeraria a muro e in seguito sui frontoni neoclassici e sui monumenti pubblici.
Nell'arte buddhista e induista dell'India e del Sud-est asiatico si può trovare l'altorilievo, anche se non è così comune come i basso-mezzorilievi. Esempi famosi di altorilievi indiani si possono trovare nei templi di Khajuraho, con le loro voluttuose figure intrecciate che spesso descrivono le posizioni erotiche del Kamasutra. Nel tempio di Prambanan nel IX secolo, a Giava Centrale, ci sono gli altorilievi dei devata del Lokapāla, i guardiani delle divinità e di tutte le direzioni.

### Rilievo affondato

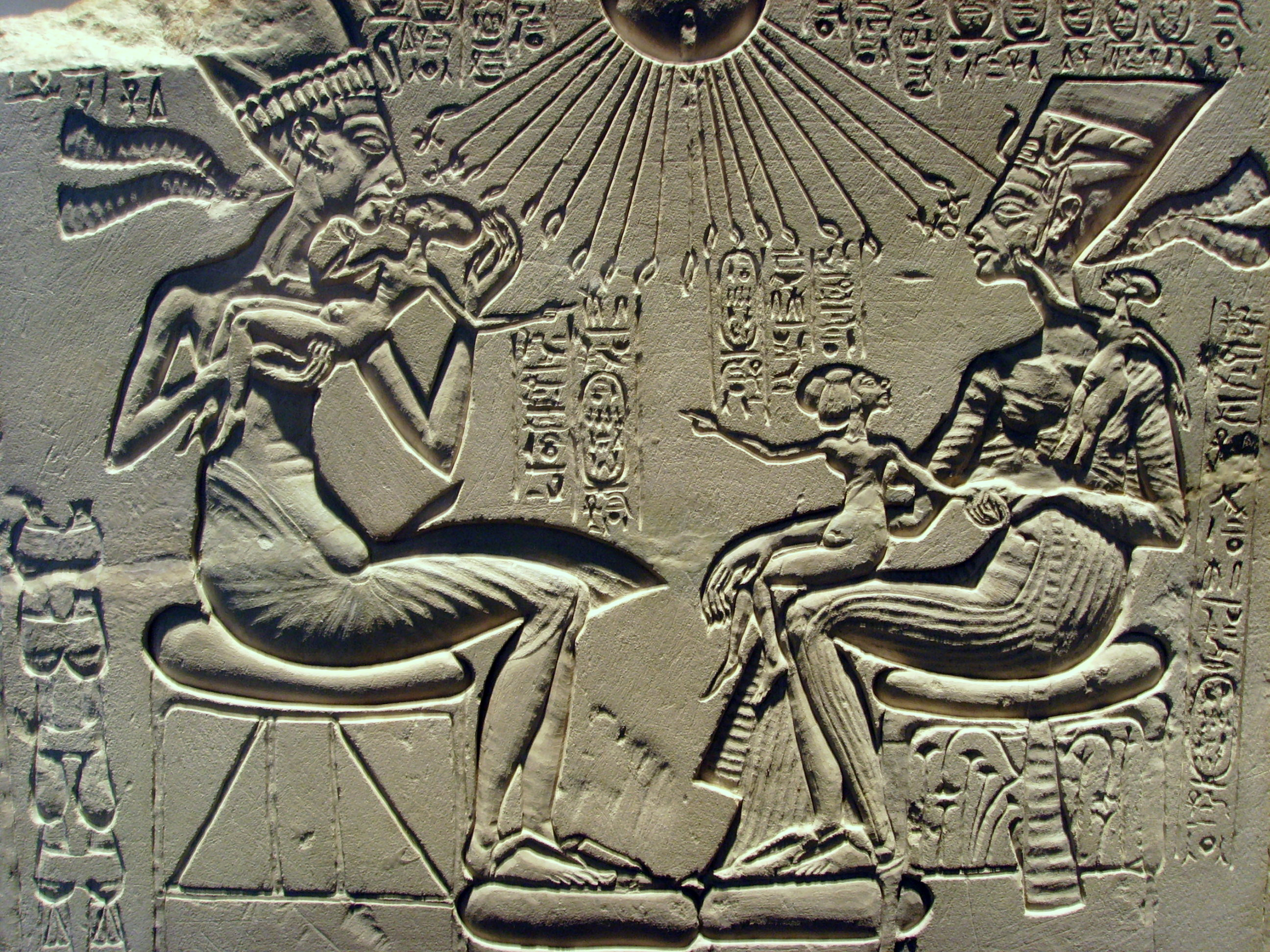
Una raffigurazione in rilievo affondato del faraone Akhenaton con sua moglie Nefertiti e le sue figlie. Il fondo principale non è stato rimosso, soltanto quello nelle immediate vicinanze della forma scolpita. Si noti quanto forti occorrono le ombre per definire l'immagine.

Il rilievo affondato o rilievo scavato è ristretto in gran parte all'arte dell'antico Egitto in cui è molto comune, divenendo dopo il periodo amarniano il tipo dominante usato, in contrapposizione al bassorilievo. Era stato usato in precedenza, ma principalmente per grandi rilievi sui muri esterni, e per geroglifici e cartiglio. L'immagine è fatta intagliando la stessa scultura in rilievo in una superficie piatta. In una forma più semplice le immagini sono di solito di natura per lo più lineare, come i geroglifici, ma nella maggior parte dei casi la figura stessa è in bassorilievo, ma posta all'interno di un'area affondata sagomata intorno all'immagine, cosicché il rilievo non sale mai oltre l'originale superficie piatta. In alcuni casi le figure e gli altri elementi sono in un bassissimo rilievo che non sale alla superficie originale, ma altri rilievi sono modellati in modo più completo, con alcune aree che salgono alla superficie originale. Questo metodo minimizza il lavoro di rimozione del fondo, pur consentendo il normale modellamento del rilievo.
La tecnica ha molto successo con la forte luce solare per enfatizzare i contorni e le forme mediante l'ombra, poiché non veniva fatto alcun tentativo per ammorbidire i bordi dell'area affondata, lasciando tutt'intorno ad essa una faccia ad angolo retto con la superficie. Alcuni rilievi, specialmente i monumenti funerari con teste o busti dell'antica Roma e della successiva arte occidentale, lasciano una "cornice" al livello originario intorno al bordo del rilievo, o pongono una testa in una rientranza semisferica nel blocco (vedi esempio romano nella galleria). Benché essenzialmente molto simile al rilievo affondato egizio, ma con uno spazio di fondo al livello inferiore intorno alla figura, il termine non si userebbe normalmente per tali opere.

### Controrilievo
La tecnica del rilievo affondato non deve essere confusa con il controrilievo o intaglio come si vede dai sigilli di gemme incise in cui un'immagine è modellata completamente in forma "negativa". L'immagine va in superficie, cosicché quando è impressa sulla cera dà un'impressione di rilievo normale. Tuttavia molte gemme incise furono scolpite come cammei o rilievi normali.
Alcune sculture monumentali ellenistiche molto tarde usano il modellamento "negativo" completo come sul sigillo di una gemma, forse perché gli scultori formati nella tradizione greca tentarono di usare le convenzioni tradizionali egizie.

### Piccoli oggetti

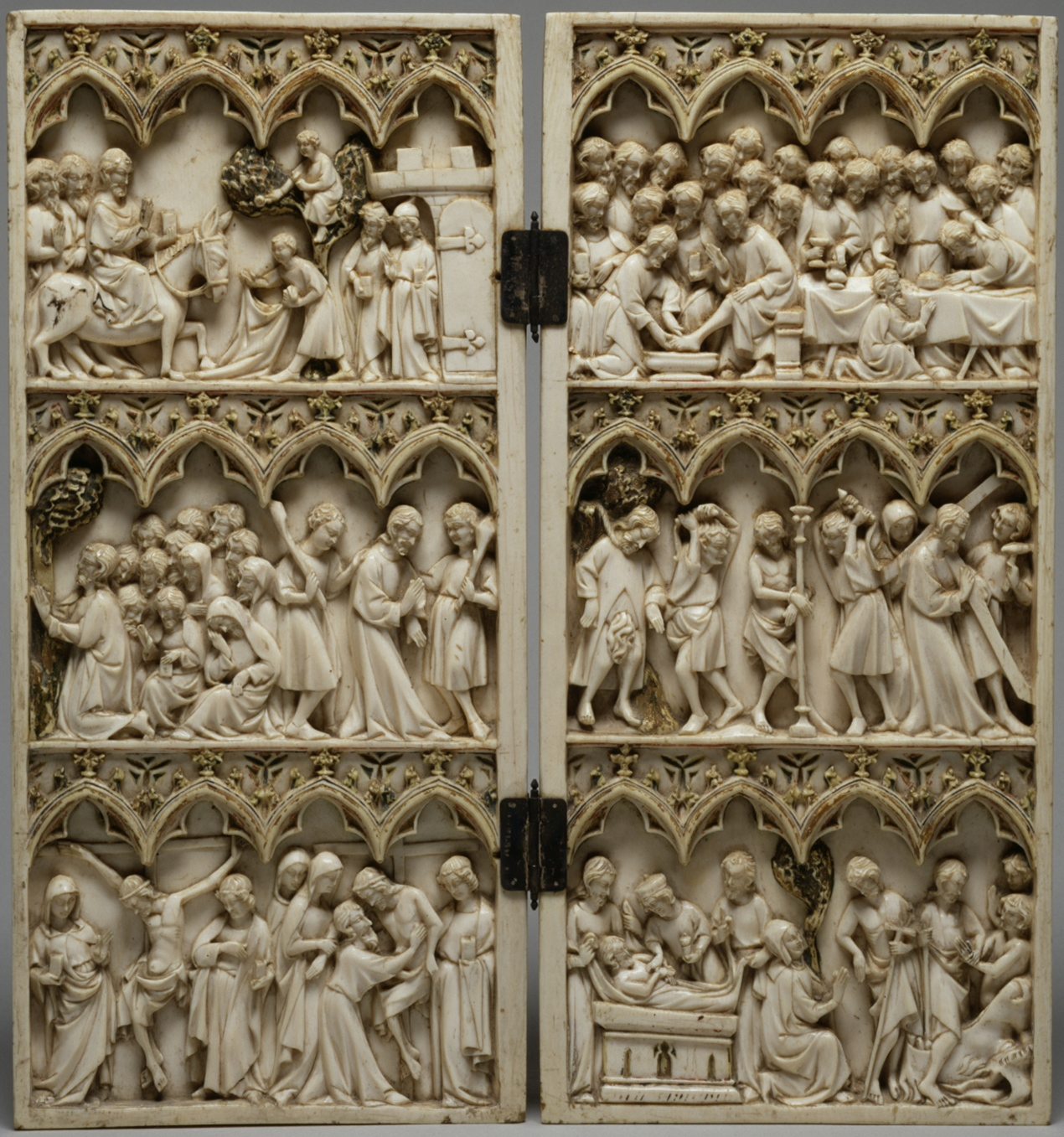
Dittico gotico francese, alto 25 cm, con scene affollate della Vita di Cristo, c. 1350–1365.

Rilievi su piccola scala sono stati spesso scolpiti in vari materiali, particolarmente avorio, legno e cera. Tali rilievi si trovano spesso nelle arti decorative come la ceramica e la metallurgia; queste sculture, tuttavia, sono descritte solitamente come "in rilievo" piuttosto che come "rilievi". Ad esempio, i piccoli rilievi in bronzo hanno spesso la forma di "placche" o placchette, che possono essere incassate in mobili o incorniciate, o semplicemente tenute come sono, una forma popolare tra i collezionisti europei, specialmente nel Rinascimento.

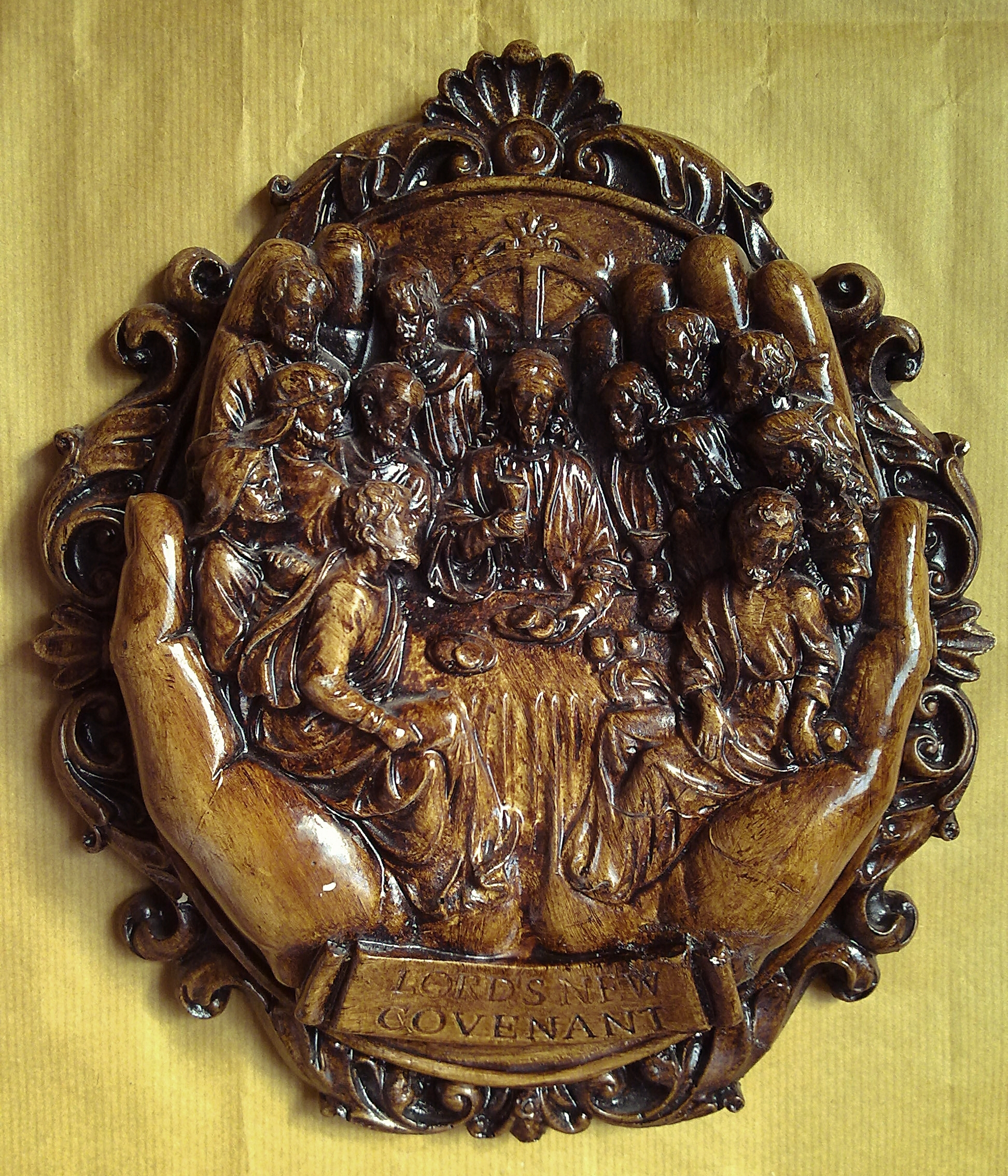
Piccolo rilievo di Gesù e dei suoi apostoli fatto di gesso.

Si usano varie tecniche di modellamento, come lo sbalzo nella metallurgia, dove una sottile lastra di metallo è sagomata da dietro usando vari punzoni di metallo o di legno, producendo un'immagine in rilievo. Anche la colata è stata ampiamente usata per il bronzo e altri metalli. Colata e sbalzo si usano spesso di concerto per velocizzare la produzione e aggiungere maggiori dettagli al rilievo finale. Nella pietra, come pure nelle gemme incise (glittica), le sculture più grandi in pietre dure semipreziose sono state estremamente prestigiose fin dai tempi antichi in molte culture eurasiatiche. I rilievi in cera furono prodotti almeno dal Rinascimento.
I rilievi in avorio scolpito si usano fin dai tempi antichi, e poiché il materiale, anche se costoso, non può di solito essere riutilizzato, hanno un tasso di sopravvivenza relativamente alto: ad esempio, i dittici consolari rappresentano una grande proporzione delle sopravvivenze dell'arte secolare portatile della tarda antichità. Nel periodo gotico la scultura dei rilievi in avorio divenne una notevole industria di lusso a Parigi e altri centri. Furono prodotti inoltre piccoli dittici e trittici con scene religiose densamente stipate, di solito dal Nuovo Testamento, nonché oggetti secolari, di solito in rilievo più basso.
Questi ultimi erano spesso astucci con specchi rotondi, pettini, manici e altri piccoli elementi, ma includevano alcuni scrigni più grandi come lo Scrigno con scene d'amore (Walters 71264) a Baltimora (Maryland), negli Stati Uniti. Originariamente essi erano molto spesso dipinti con colori vivaci. I rilievi possono essere impressi mediante stampi sull'argilla, o l'argilla pressata in una sagoma che contiene il modello, come era abituale con la terra sigillata prodotta in serie dell'antica ceramica romana. I rilievi decorativi in gesso o stucco possono essere molto più grandi; questa forma di decorazione architettonica si trova in molti stili di interni nell'Occidente post-rinascimentale e nell'architettura islamica.

## Galleria d'immagini

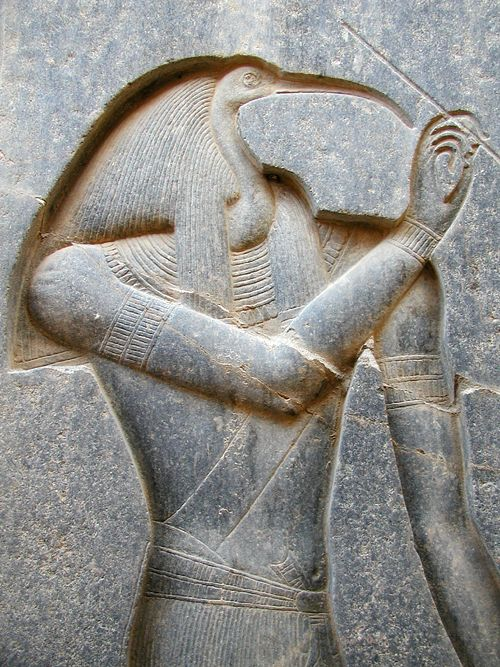
Rilievo affondato come bassorilievo dentro un contorno approfondato, dal Tempio di Luxor in Egitto, scolpito in granito durissimo.
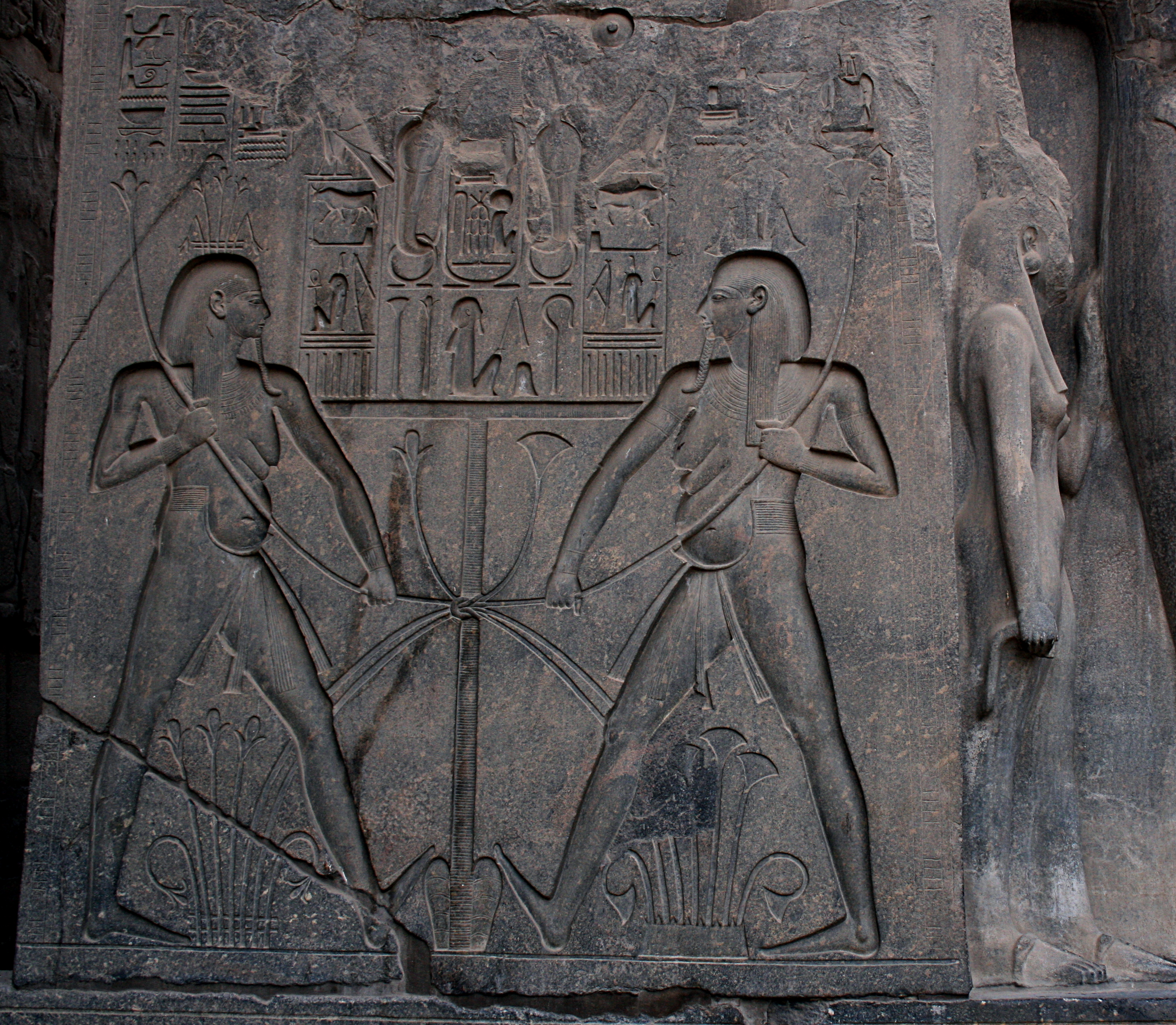
Bassorilievo all'interno di un contorno affondato, rilievo affondato lineare nei geroglifici e altorilievo (destro), da Luxor.
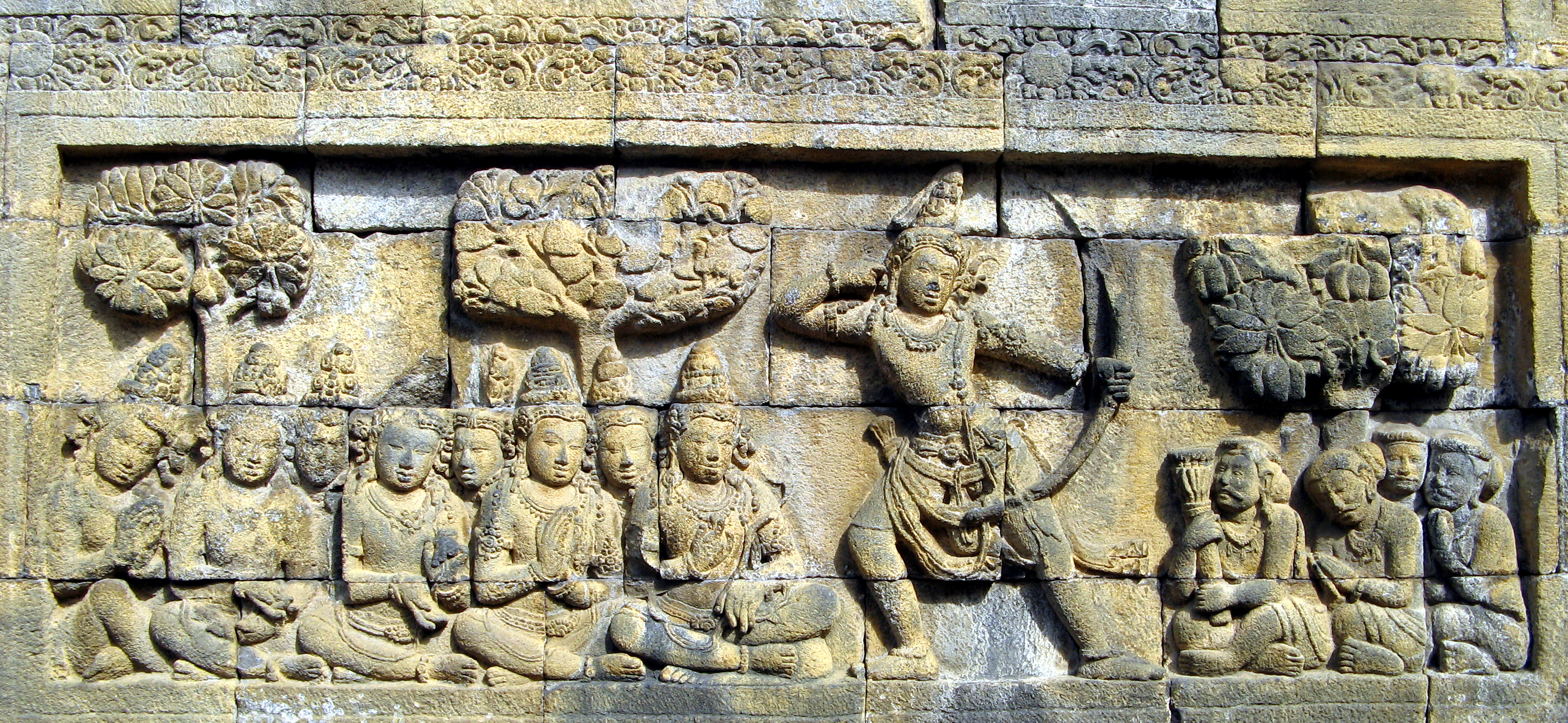
Da basso a mezzorilievo, IX secolo, Borobudur. Il tempio ha 1.460 panelli di rilievi che narrano le scritture buddhiste.
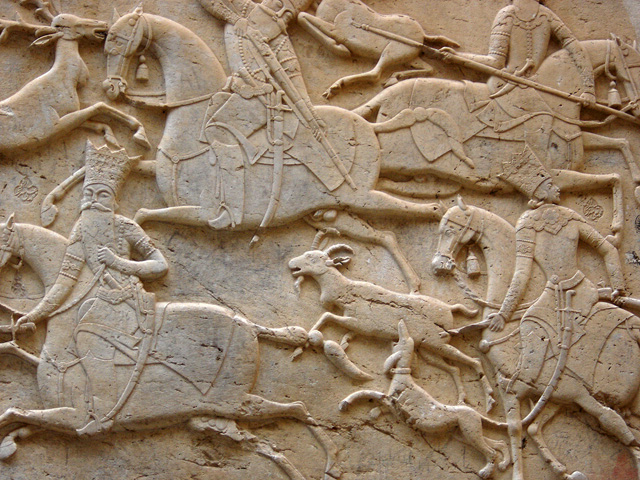
Un mezzorilievo persiano dell'era Qajar, a Tangeh Savashi in Iran, che potrebbe anche essere descritto come due stadi di un bassorilievo. Questa è una scultura nella roccia scavata in una rupe.
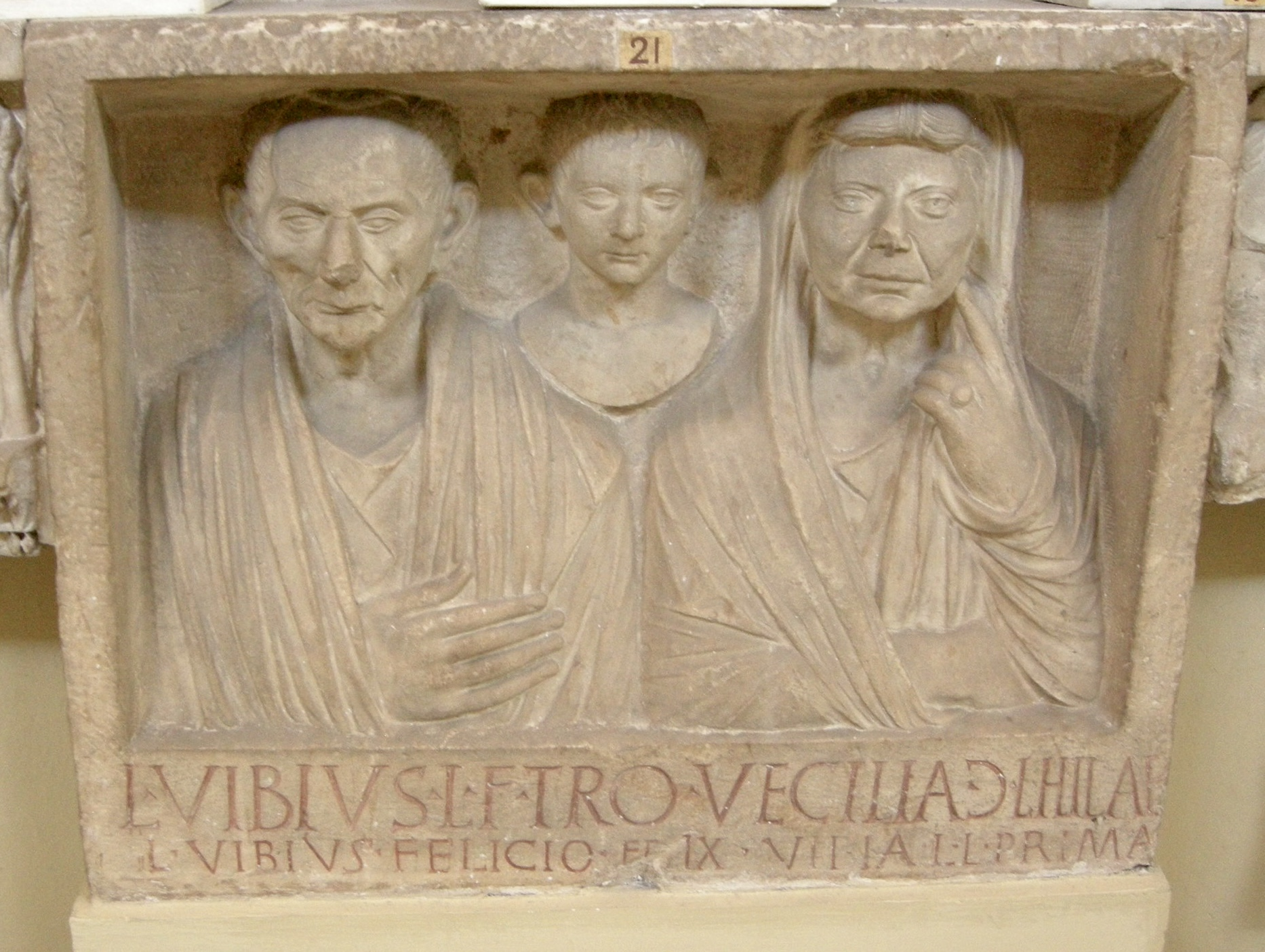
Rilievo funerario romano. Ha una cornice al livello originario, ma non è un rilievo affondato.
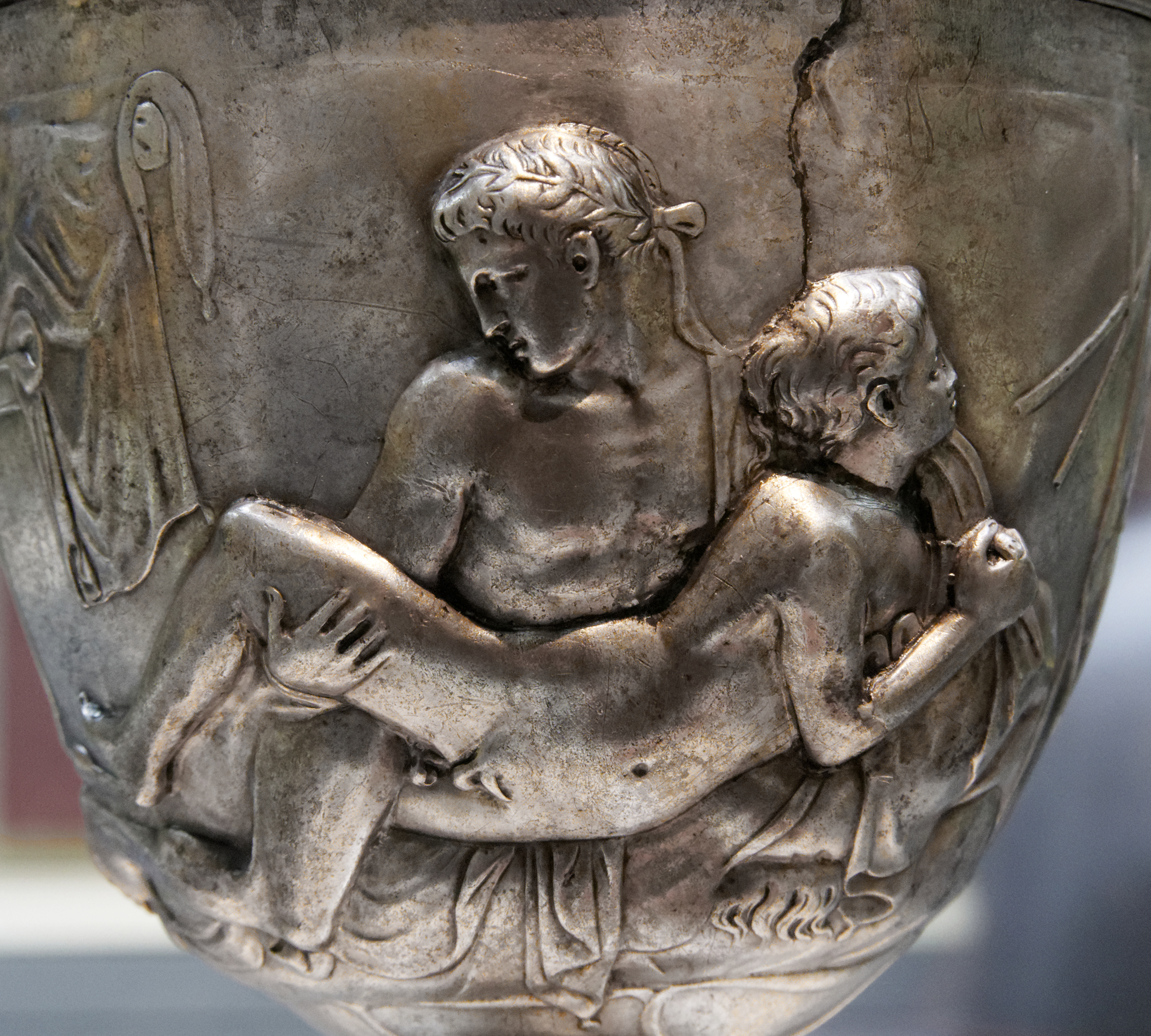
La Coppa Warren romana, lavoro a sbalzo in argento.
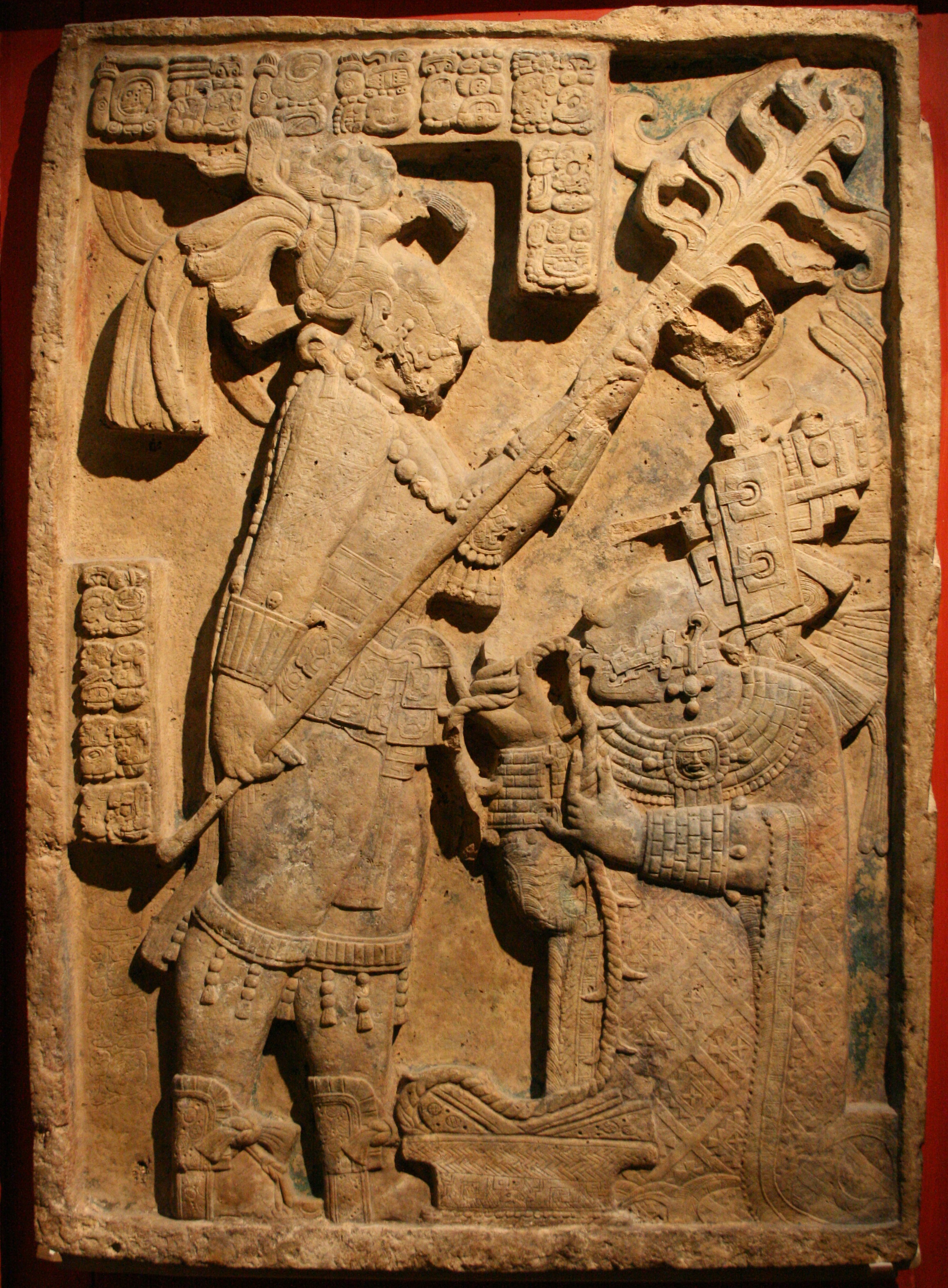
Architrave 24 di Yaxchilán, una scultura maya raffigurante un sacrificio.
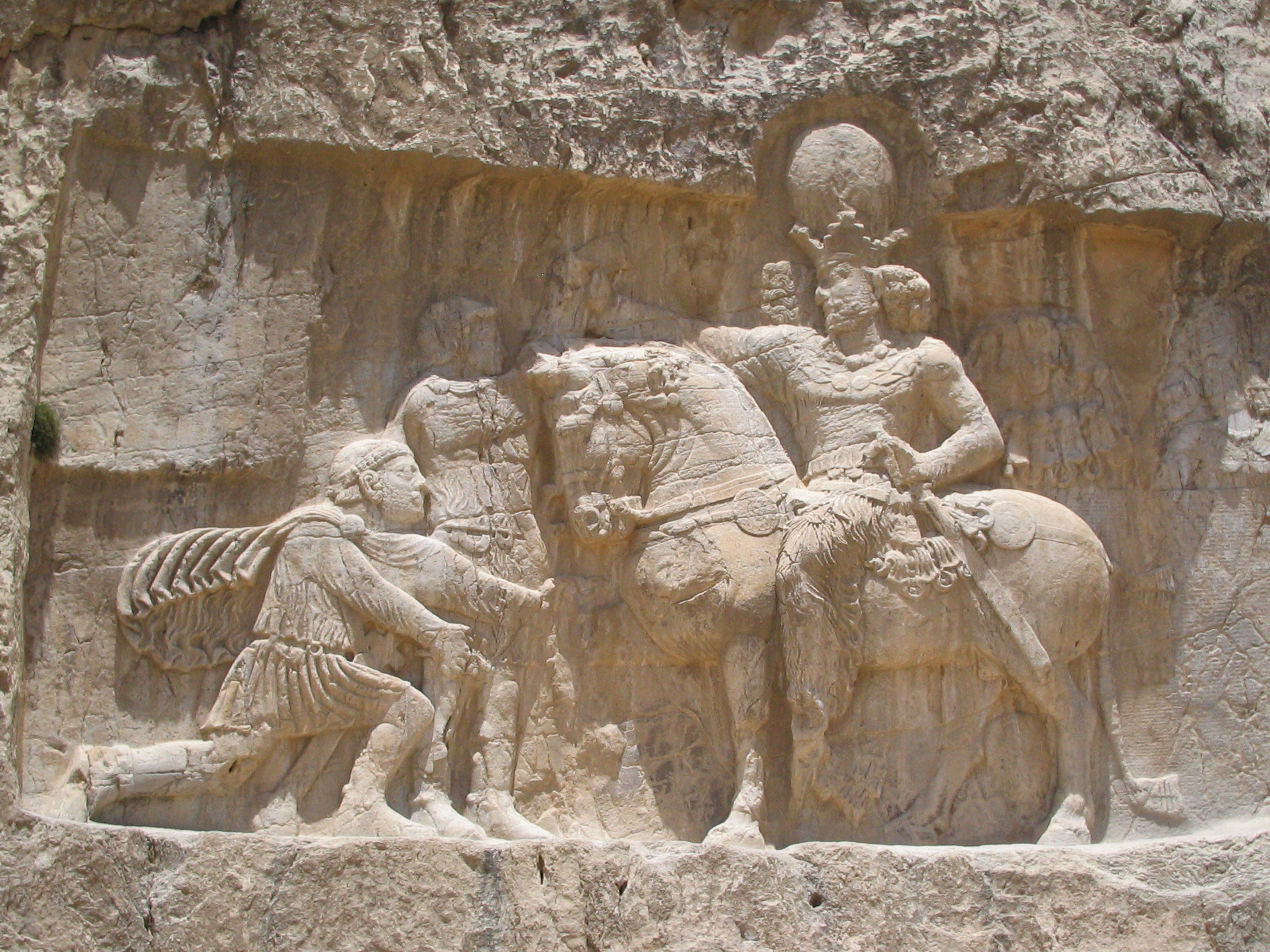
Scultura nella roccia a Naqsh-e Rustam; l'imperatore persiano sasanide Shapur I (a cavallo) con gli imperatori romani che si sottomettono a lui.
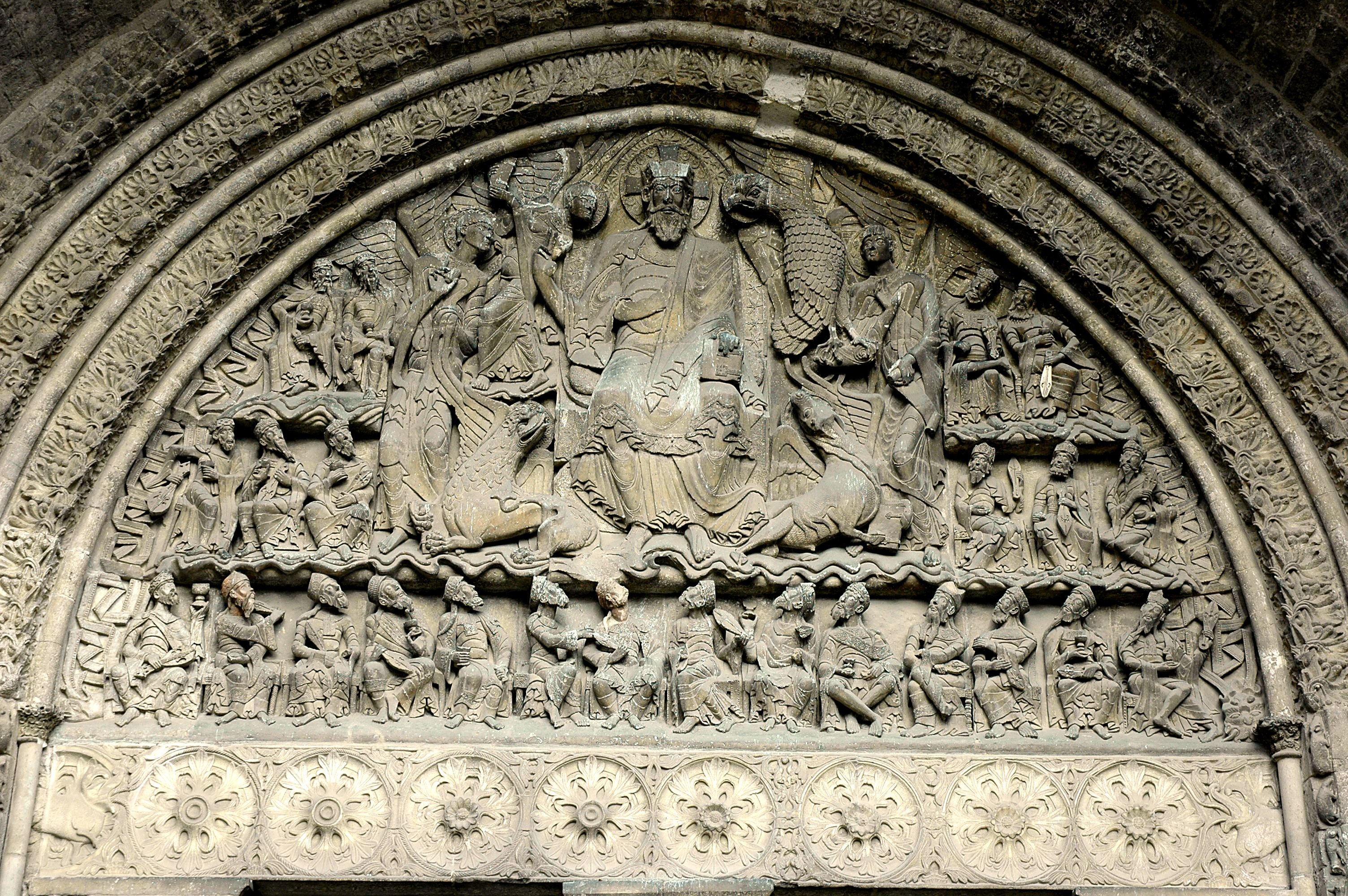
Il portale romanico del XII secolo di Maestà di Cristo nell'Abbazia di Moissac si muove tra basso e altorilievo in una sola figura.
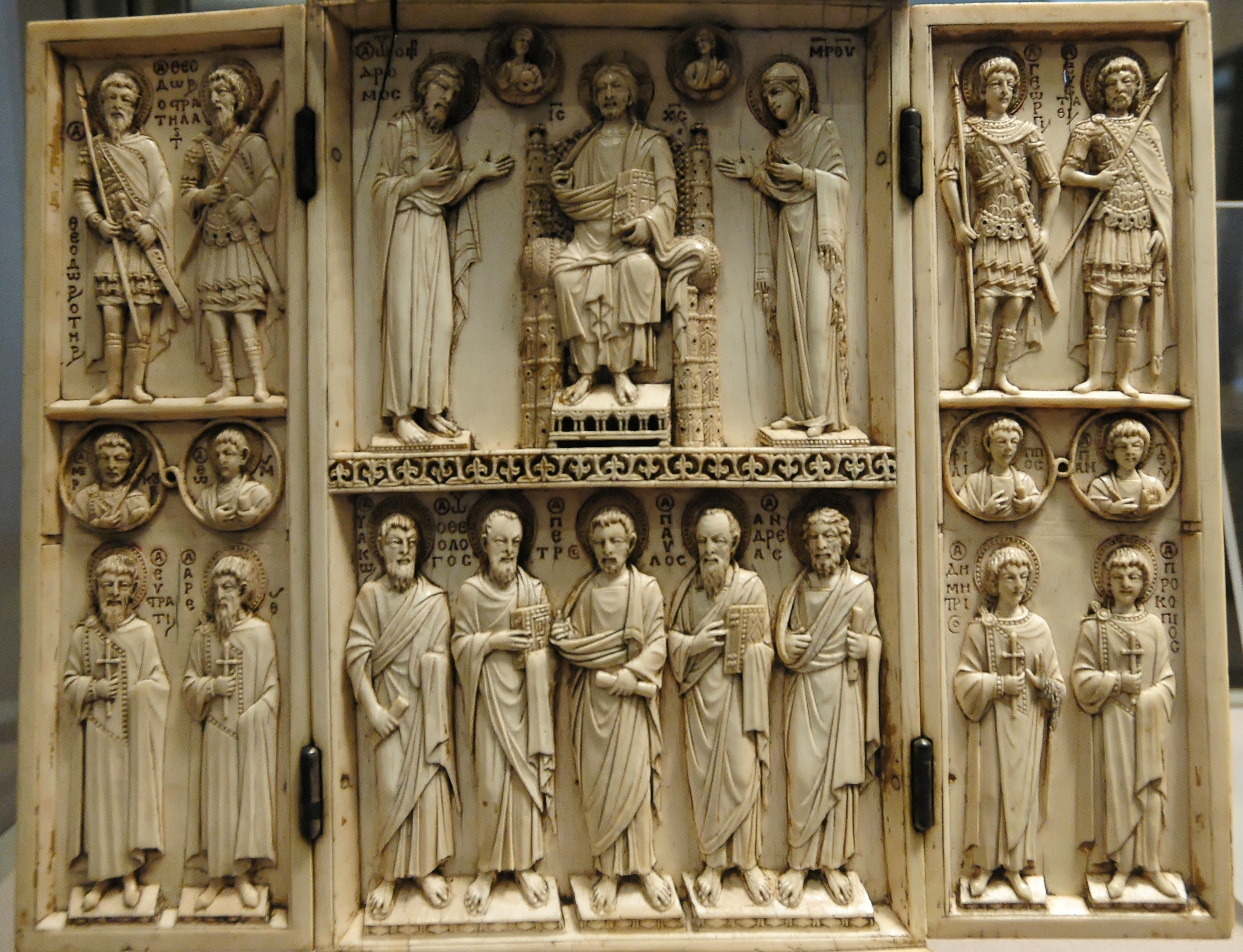
Trittico Harbaville, avorio bizantino.
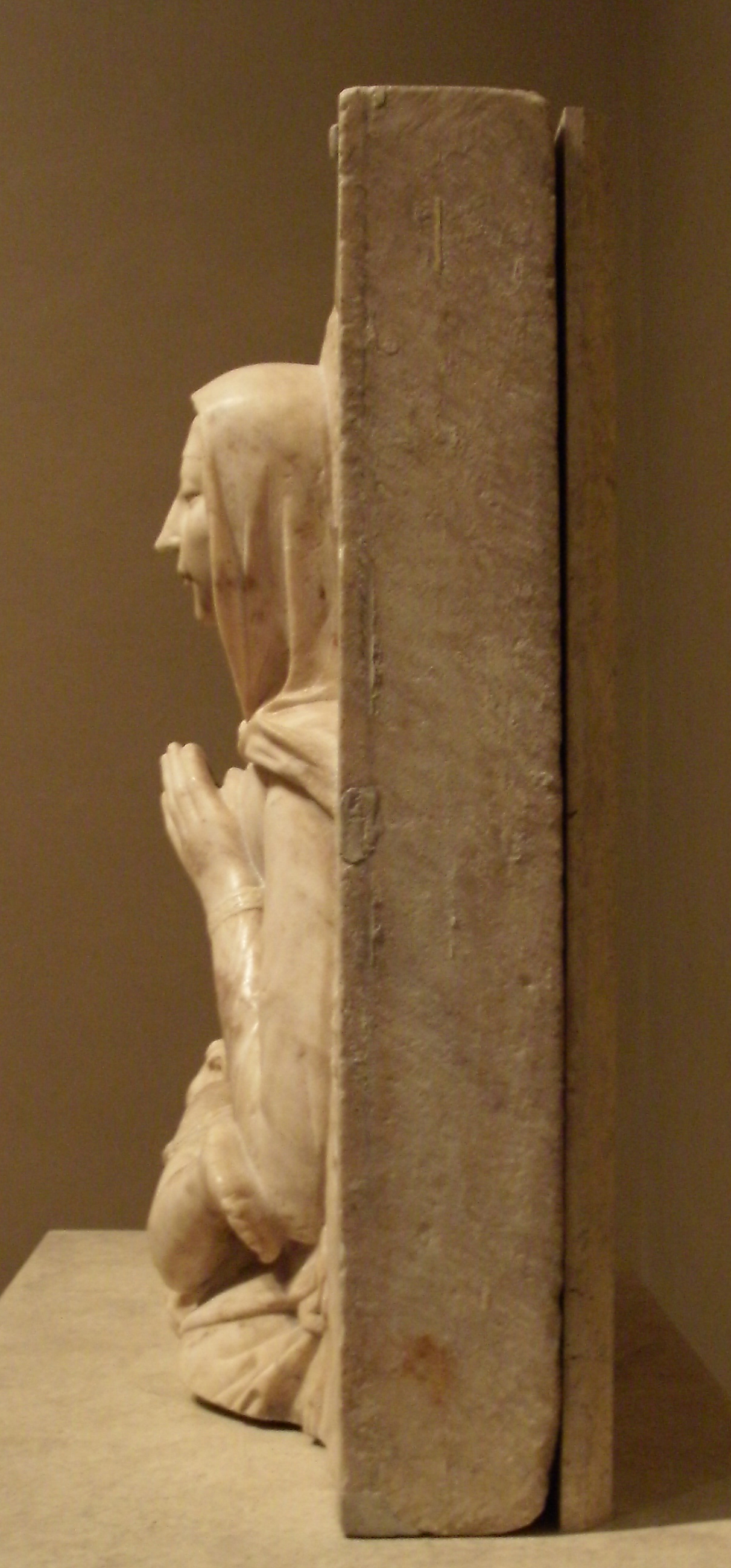
Veduta del mezzorilievo: Madonna con Bambini, marmo del 1500/1510 circa di un ignoto scultore del Nord Italia.
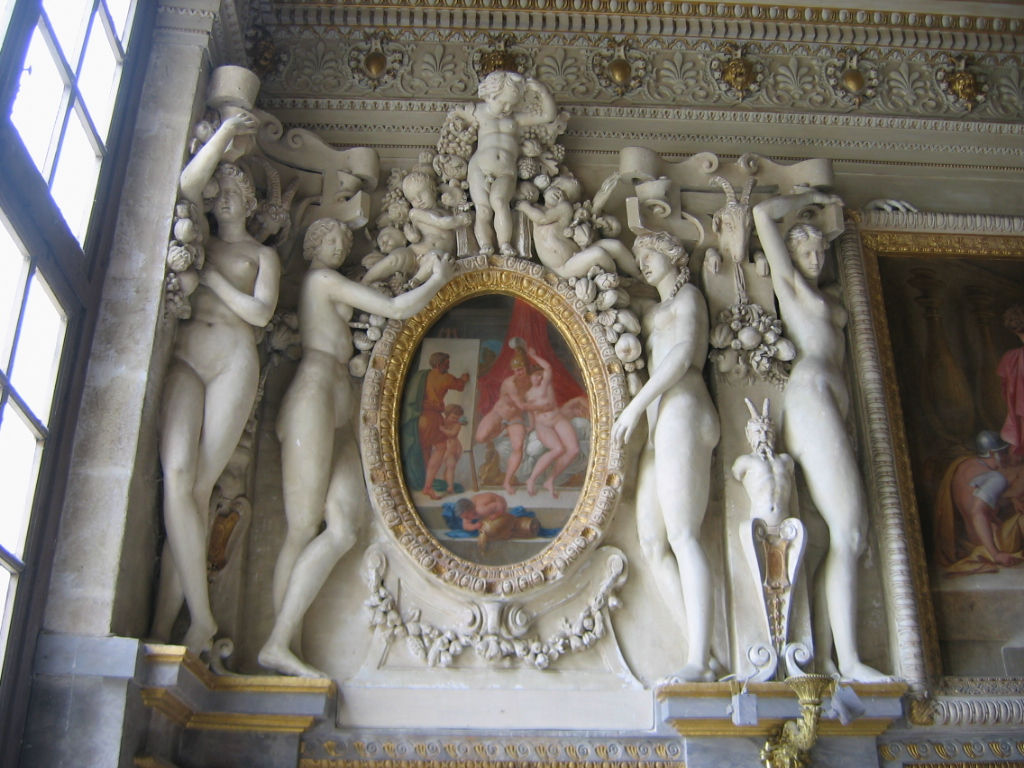
Gli elaborati rilievi in stucco (gesso) che decorano il Castello di Fontainebleau ebbero enorme influenza. Fregio decorativo in bassorilievo in alto.
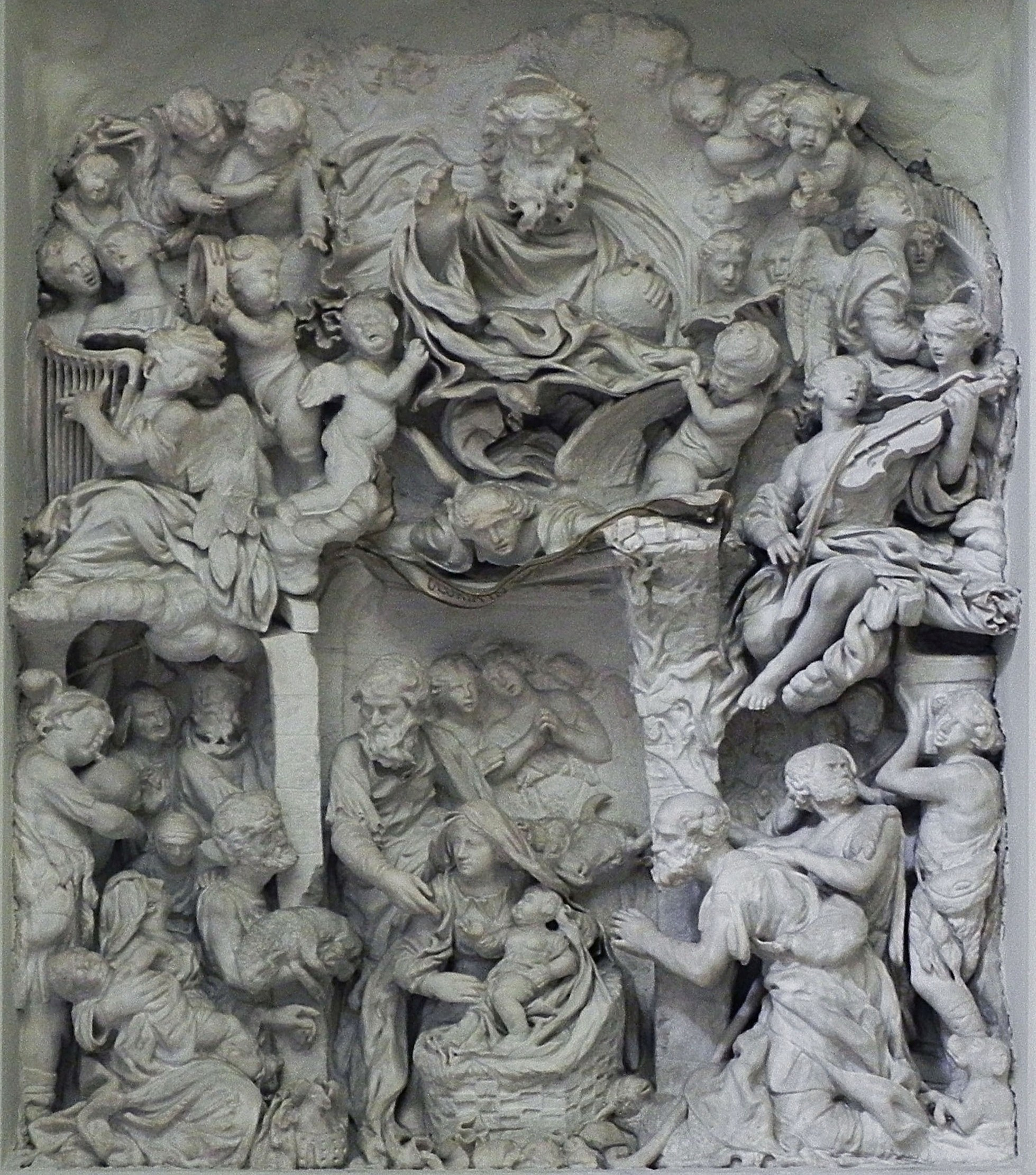
Altorilievo in marmo barocco di Francesco Grassia, 1670, Roma.
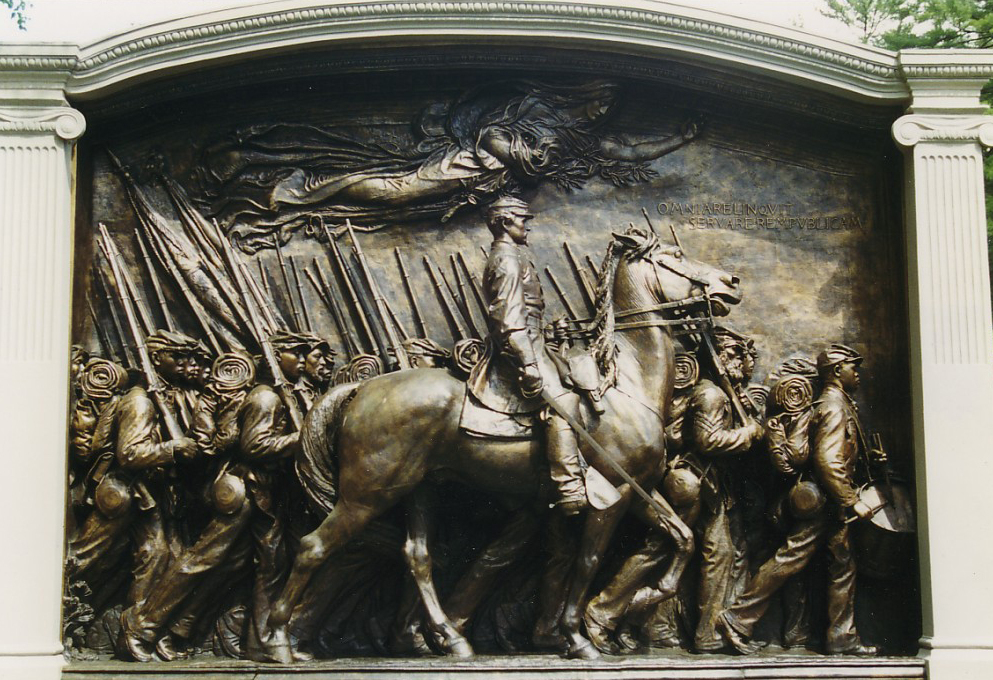
Monumento di Robert Gould Shaw, 1897, Boston, che combina elementi a sé stanti con alto e bassorilievo.
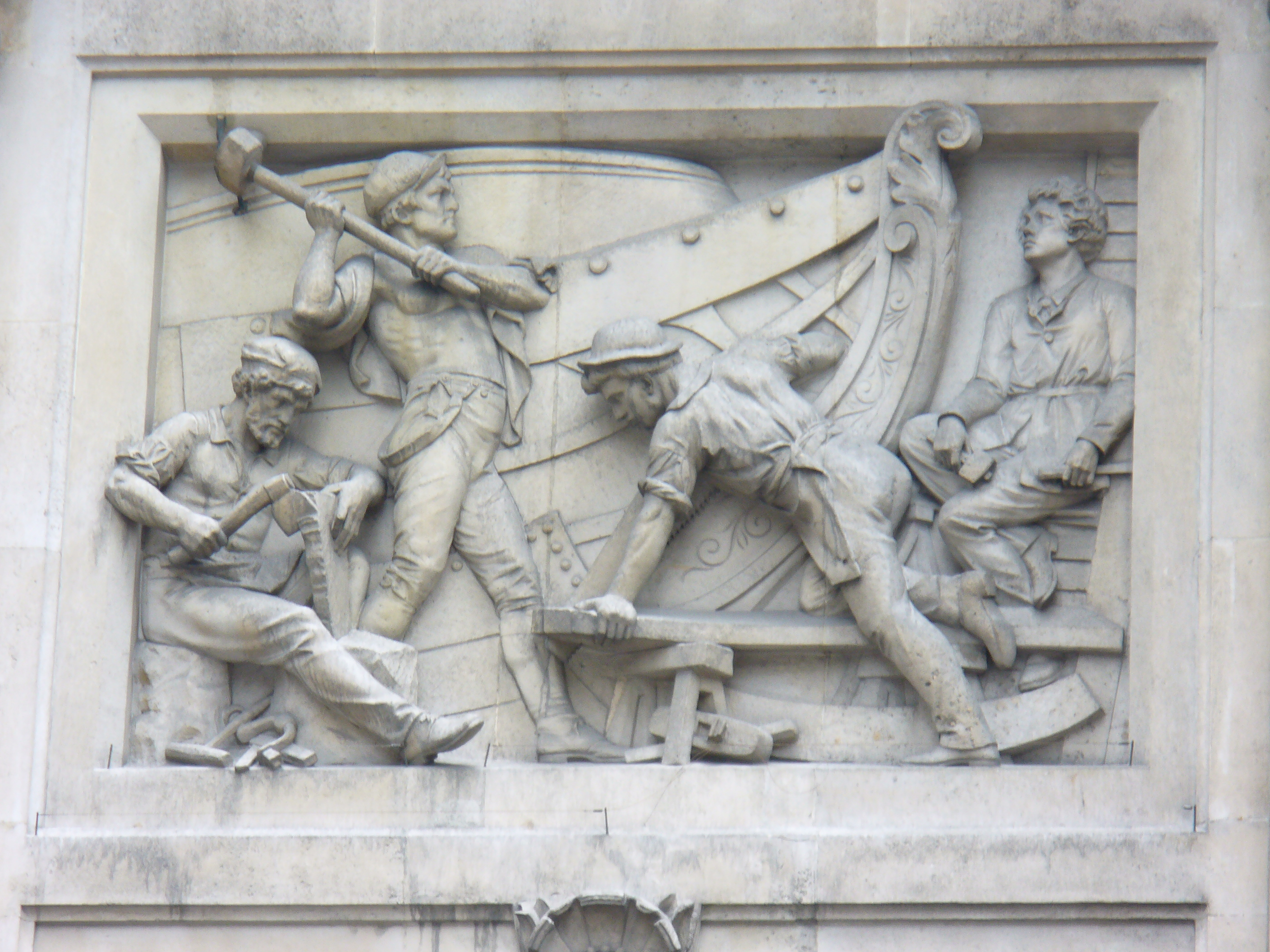
Un altorilievo relativamente moderno (raffigurante le costruzioni navali) a Bishopsgate, Londra. Si noti che alcuni elementi aggettano fuori dalla cornice dell'immagine.
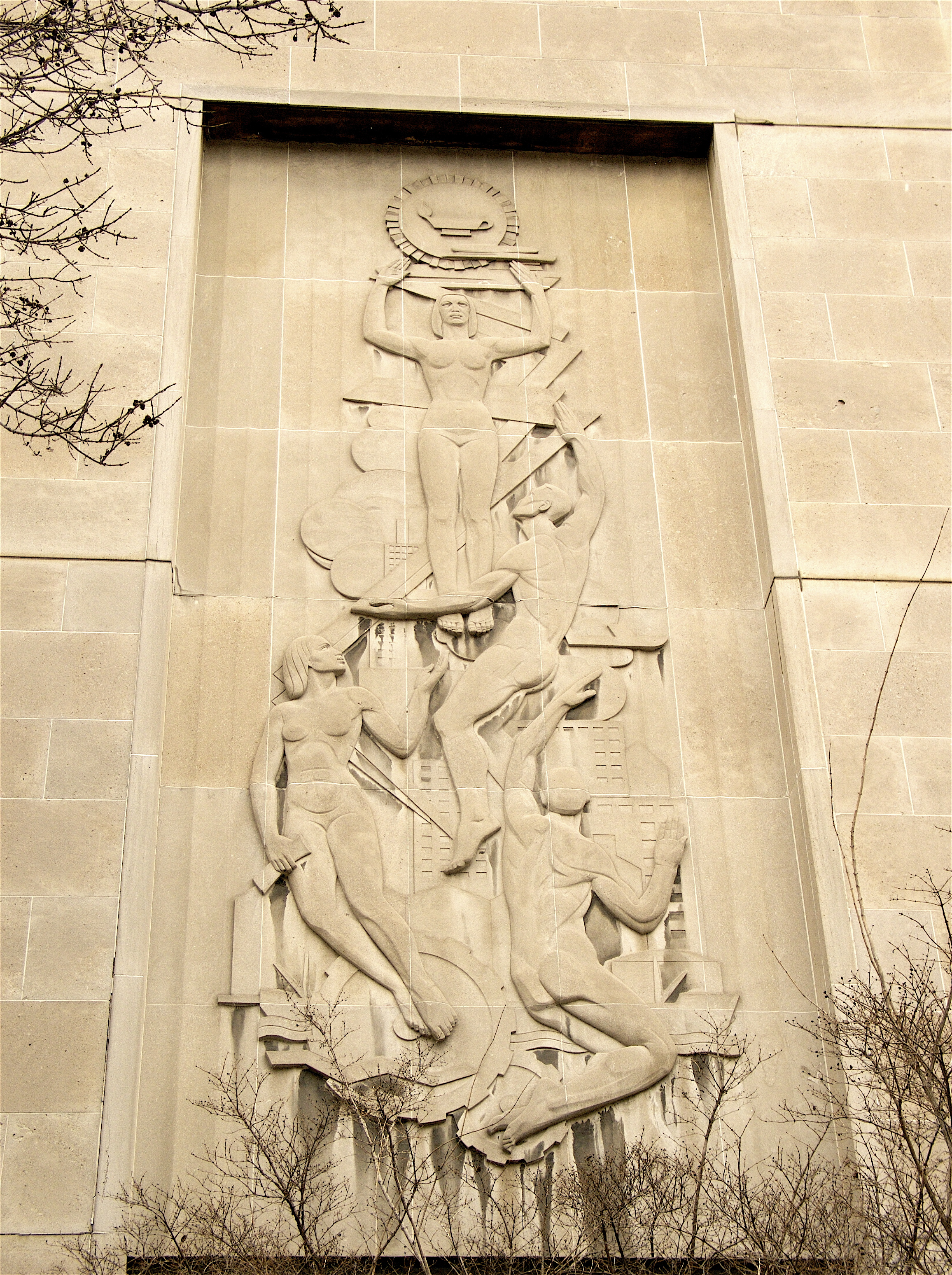
Bassorilievo di Elizabeth Wyn Wood all'Università Ryerson a Toronto.
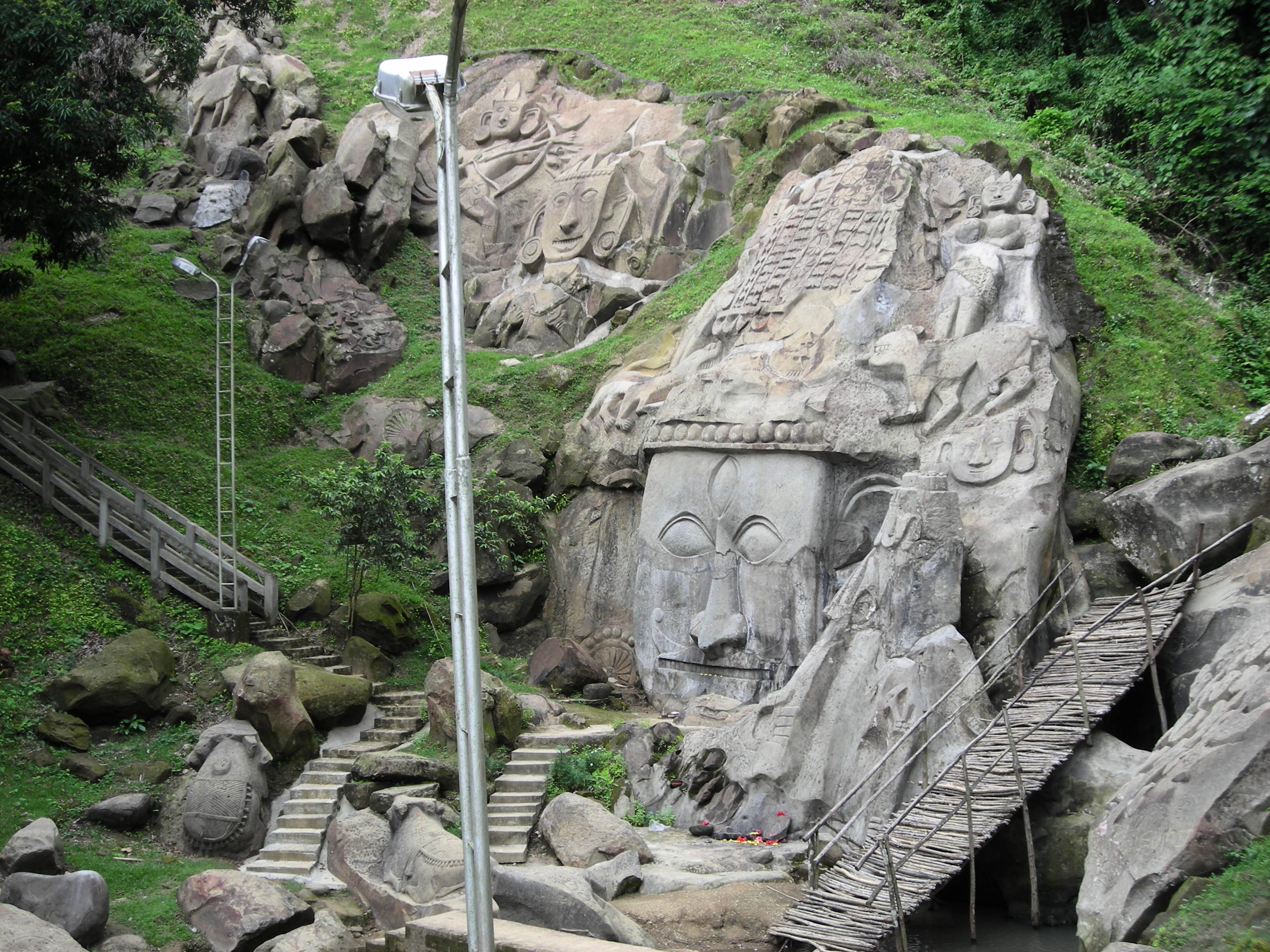
Sculture nella roccia colossali indù a Unakoti, Tripura, India.

## Rilievi famosi
Esempi notevoli di rilievi monumentali includono:
- Antico Egitto: la maggior parte dei templi egizi, ad es. il Tempio di Karnak
- Assiria: una famosa collezione è nel British Museum, Obelisco nero di Salmanassar III
- Antica Persia: Persepoli, e rilievi nelle pareti rocciose a Naqsh-e Rustam e Naqsh-e Rajab
- Antica Grecia: Marmi del Partenone, Fregio di Bassae, Grande Altare di Pergamo, Trono Ludovisi
- Mesopotamia: Porta di Ishtar di Babilonia
- Antica Roma: Ara Pacis, Colonna Traiana, Colonna di Marco Aurelio, archi trionfali, Sarcofago di Portonaccio
- Europa medievale: molte cattedrali e altre chiese, come la Cattedrale di Chartres e la Cattedrale di Bourges
- India: complesso monumentale di Sanchi, base del Capitello con i leoni di Ashoka, Grotte di Elephanta e le Grotte di Ellora scavate nella roccia, templi di Khajuraho, Mahabalipuram con la Discesa del Gange e molti templi dell'India meridionale, gruppo di sculture (bassorilievo) a Kailashahar, distretto di Unakoti, Tripura, India
- Asia sud-orientale: Borobodur a Java, Angkor Wat in Cambogia,
- Glifi, stele maya e altri rilievi delle civiltà maya e azteca
- Stati Uniti: Stone Mountain, Monumento di Robert Gould Shaw, Boston, Monumento nazionale del Monte Rushmore
- Regno Unito: pannelli alla base della Colonna di Nelson, Fregio del Parnaso

Rilievi su scala più piccola:
- Avorio: avori di Nimrud provenienti da gran parte del Vicino Orientale, dittici consolari della tarda antichità, Trittico bizantino Harbaville e Scrigno di Veroli, Cofanetto anglosassone Franks, Croce dei Cloisters
- Argento: Coppa Warren, Calderone di Gundestrup, Tesoro di Mildenhall, Tesoro di Bernay, Missorio di Teodosio, Brocca e bacinella Lomellini
- Oro: Cappello d'oro di Berlino, Scrigno di Bimaran, Tesoro di Panagjurište
- Vetro: Vaso Portland, Coppa di Licurgo